# 東武10000系電車
東武10000系電車（とうぶ10000けいでんしゃ）は、東武鉄道の通勤形電車。1983年（昭和58年）に登場した。
本項では、10000型のマイナーチェンジ車として1988年（昭和63年）に登場した10030型電車、および10030型と同時期に登場したVVVFインバータ制御試作車である10080型電車について記述する。また、個々の編成を表す場合は浅草・池袋・柏方先頭車の車両番号の末尾に「F」（「編成」を意味する英語Formationの頭文字）を付して表記する。

## 概要
長らく増備が続けられていた8000系の後継車として、輸送力増強および老朽化していた旧型車両の置き換えを目的に登場した。
車体は9000系に次いでステンレス（軽量ステンレス車体）が採用され、5700系や1720系などの優等列車で用いられたロイヤルマルーンの帯を巻いている。制御装置は東武では初となる電動カム軸式バーニア界磁チョッパ制御（日立製作所製）が採用された。界磁電流を制御する界磁チョッパ装置は、GTOサイリスタ素子を採用し、装置の小型軽量化を実現している。
2・4・6・8・10両の編成が存在する。1996年（平成8年）までに3系列合わせて486両（10000型118両・10030型364両・10080型4両）が製造され、地下鉄直通を除く各線の運用に用いられるようになった。

## 系列別概要

### 10000型
地下鉄有楽町線直通用9000系をベースに製造された地上専用車である。7300・7800系の置き換えを目的に1983年（昭和58年）12月22日から東上線で運用を開始、翌1984年（昭和59年）3月20日より伊勢崎線・日光線でも運用が開始された。
正面形状は中央に貫通扉を設け、周囲の部分をFRPの飾り枠で覆ったもので、9000系よりも全体的に丸みを帯びたデザインになった。ブレーキ装置は回生ブレーキ併用電気指令式空気ブレーキとなり、日光線新栃木以北などの勾配区間用に抑速ブレーキも備えている。そのため主幹制御器のハンドルやノッチ数は6000系（6050系）と同様のものになった。また、乗務員室と客室の仕切りは、8000系や5000系列などでは運転席背面にも窓が設置されていたが、本系列では配電盤を設置するためにそれが廃止されている。
2両・6両・8両編成が製造され、2両・6両・8両編成編成は伊勢崎線（太田以南）・日光線（新栃木以南）、10両編成は東上線（小川町以南）で運用されている。
1986年（昭和61年）以降に製造された車両は、床敷物の色や座席袖仕切りの形状が変更されている。座席モケットの色もこの年製造分の11606F以降はコロラドオレンジから現行の黄緑色に変更され、コロラドオレンジで落成した車両も後に黄緑色に交換された。
1989年（平成元年）には、8両編成の一部に中間車を組み込んで10両編成化された。すでに10030型が導入されていたが、編成美を考慮してコルゲートの多い10000型と同様の車体形状で登場した（後述）。
2003年（平成15年）には就役から20周年を迎えたのを記念して、同年11月1日から11月14日まで「Anniversary 20th 就役記念」と表記されたヘッドマークを取り付けて運転された。
2004年（平成16年）より、客室へのつり革の増設工事が行われ、優先席付近のつり革は握りが三角形でオレンジ色のものへの交換が進められている。これと前後して10両編成の一部で母線引き通しを実施した編成が登場し、パンタグラフを降下させて運用され、この工事によって使用停止としたパンタグラフには、側面に黄色の識別用シールを貼付していたが、この措置は後に中止されている。
2008年（平成20年）5月13日には、本線所属だった11201F・11202Fが東上線に転属した（後述）が、8両編成リニューアルと同時に伊勢崎線に戻っている。
11605Fのクハ16605は前面の種別・行先表示器部分の周囲が、他車の藍色と異なり黒色とされていたが、後述するリニューアル工事によって6R車の全編成がツヤなしの黒色に変更された。

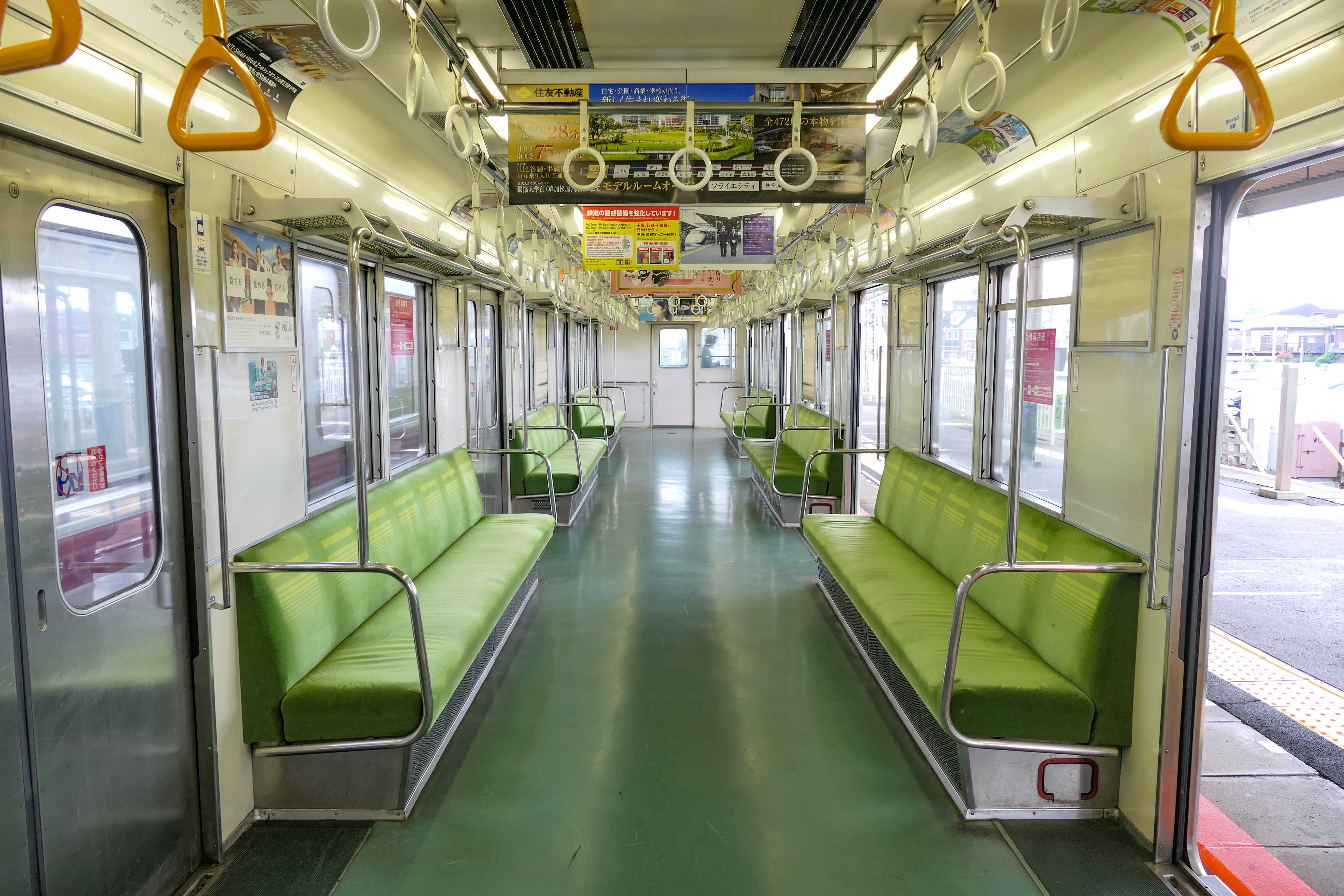
10000型未更新車の車内
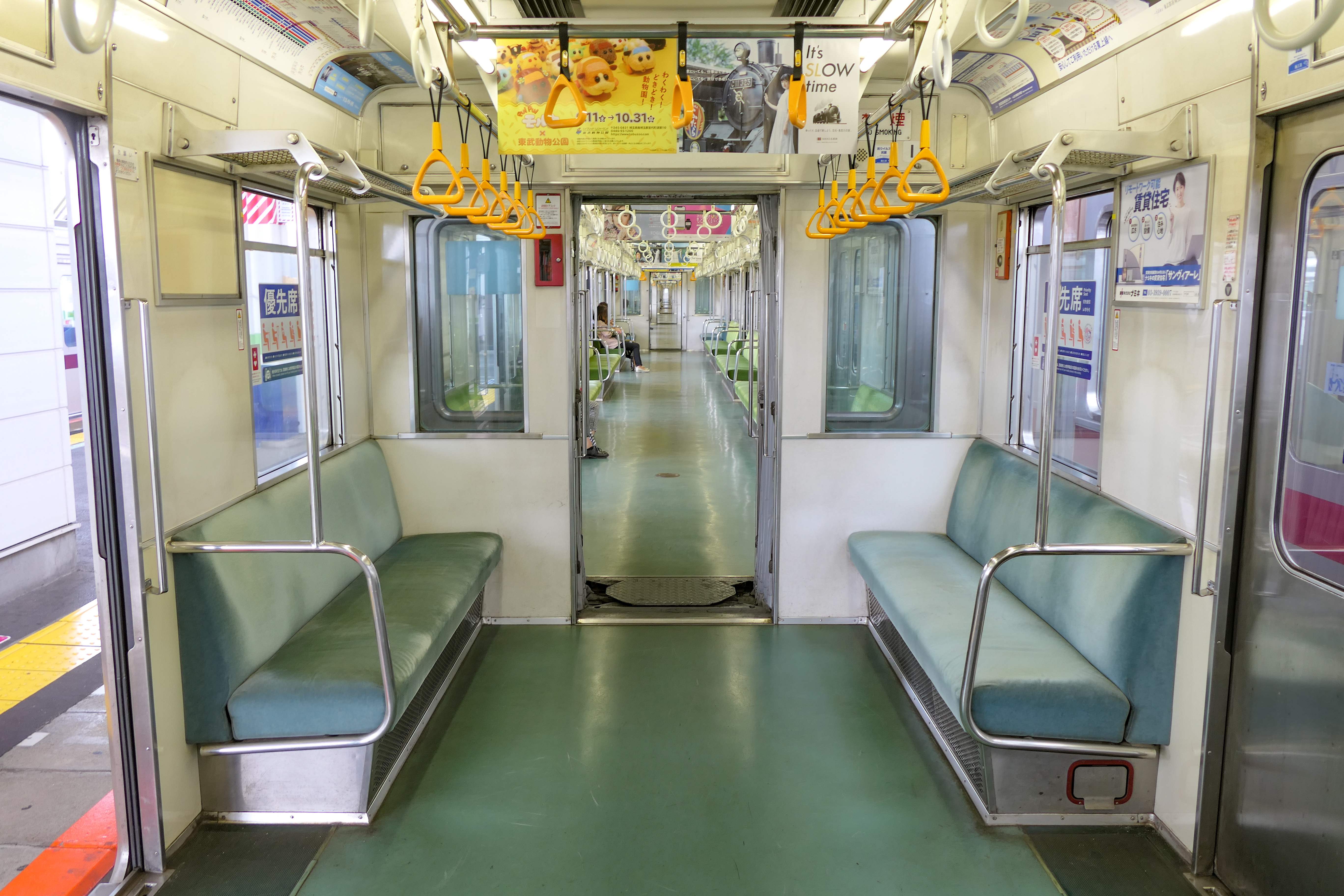
10000型未更新車の優先席
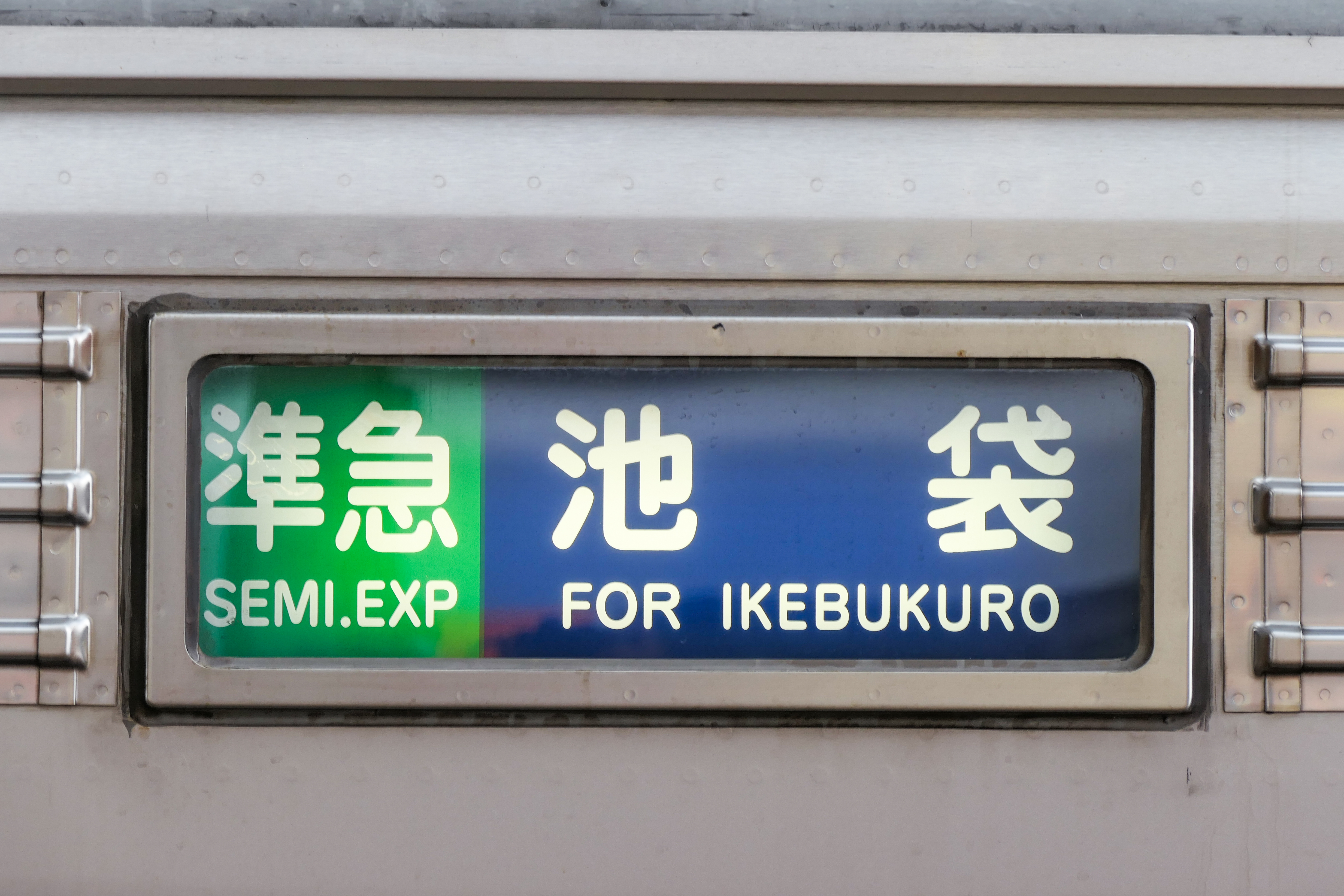
10000系型未更新車の行先表示器

### 10030型
野田線や伊勢崎線館林・日光線新栃木以北で運用していた3000系列の置き換えを目的に、1988年（昭和63年）4月に、マイナーチェンジを施した10030系が伊勢崎線・日光線に登場した。
正面形状は1987年（昭和62年）以降の8000系修繕車に似たデザイン（額縁スタイル）とされ、全体をFRP成形品で覆う構造とした。車体は、ステンレスの光沢を抑えたダルフィニッシュ（梨地）仕上げとなり、凹凸の多いコルゲート車体からビードプレス車体へ、また10000型と同じロイヤルマルーンの帯を巻いているが、客用ドア部にも帯を通しており、外観が大きく変更された。
車内では、化粧板に大きな変更は無いが、1人あたりの座席幅が450 mmへ広げられ、それにより車端部の座席が10000系の4人掛けから3人掛けに変更された。客用ドアの室内側はステンレス無地から化粧板仕上げに変更した。
乗務員室は無接点式のマスコンハンドル、ブレーキ操作器の採用により、操作性の向上を図ったものとし、新たにモニタ表示器が設置された。
台車はボルスタレス式に、補助電源装置がブラシレスMG（電動発電機）からSIV（静止形インバータ）へと変更され、電動空気圧縮機 (CP) もHB-2000から低騒音化を図ったHS-20に変更された。翌1989年（平成元年）8月には東上線にも投入された。
2両・4両・6両・10両編成が製造され、伊勢崎線・日光線・東上線で運用されている。
1989年（平成元年）度製造車 (11435F) から側扉の材質がステンレスからアルミに変更され、窓支持金具や取っ手の形状が変化した。
1990年（平成2年）度製造車 (11634F・11438F) から上り方先頭車にラジオ受信アンテナが設置された。
1991年（平成3年）度製造車 (11640F・11444F) からつり革のにぎり形状が変更された。
2013年（平成25年）には、老朽化が激しくなった8000系を置き換えるため、11631F・11632F・11635F・11636F（リニューアル車）の帯色が青（フューチャーブルー）と黄緑（ブライトグリーン）に変更され、野田線に転属された。これにより、本線から10030系リニューアル車が一旦消滅した。
2014年（平成26年）4月1日より、野田線に「東武アーバンパークライン」の愛称名が導入されたことに伴い、同線で運用される編成については1号車と6号車の前面と側面両側にロゴが貼付された（後述の10050番台も同様）。これは同線を運行する8000系や60000系にも施された。
2015年（平成27年）には、11633Fに本線仕様でのリニューアル工事が施工され、本線に10030系リニューアル車の配置が復活した。

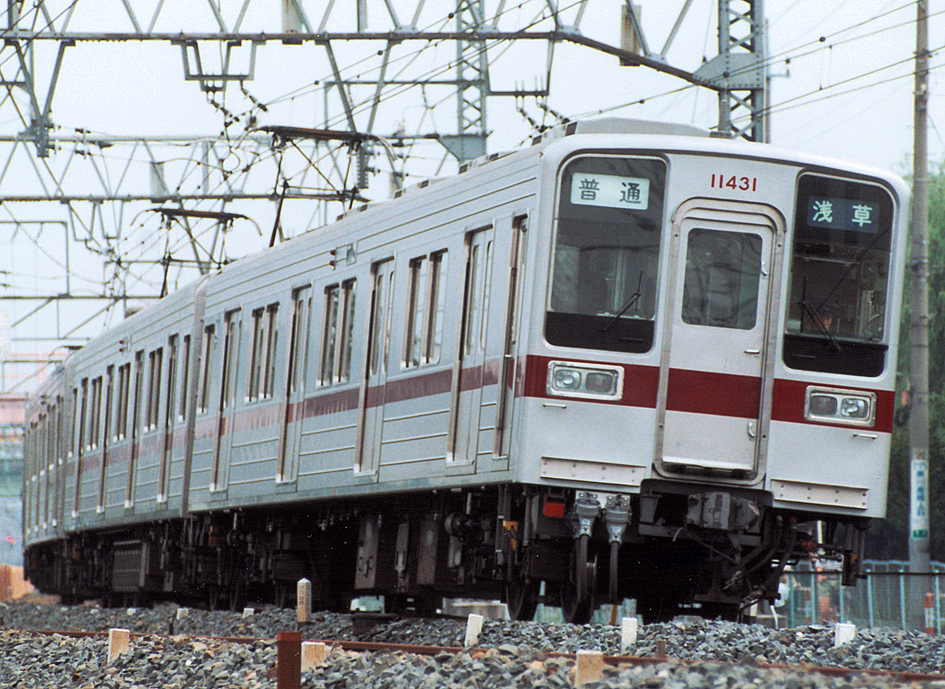
10030型クハ11431。新製当時は密着自動連結器・ジャンパ栓を装備していた （1988年 西新井駅付近）
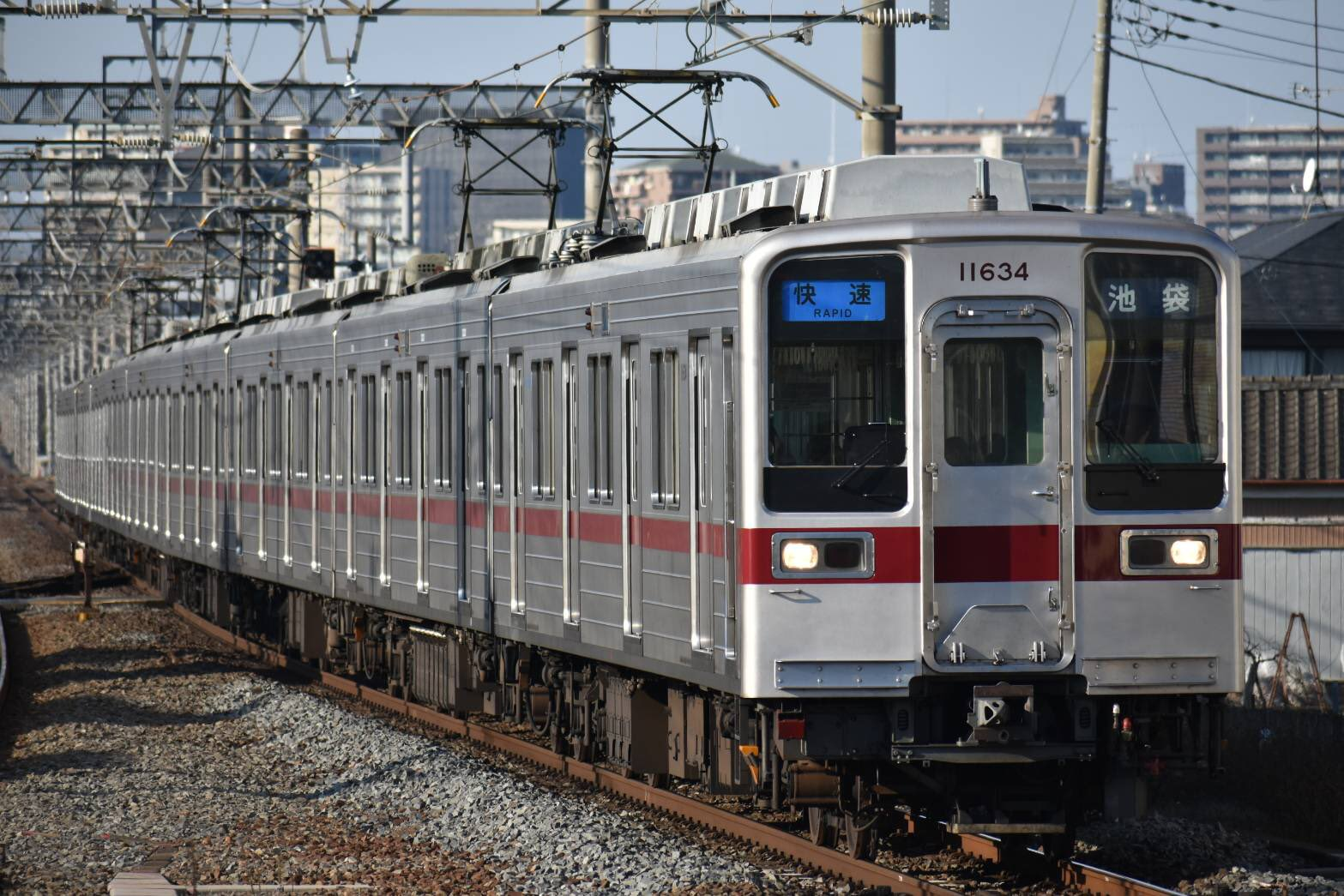
連結器交換後の10030型クハ11634 （新河岸付近・2020年1月）
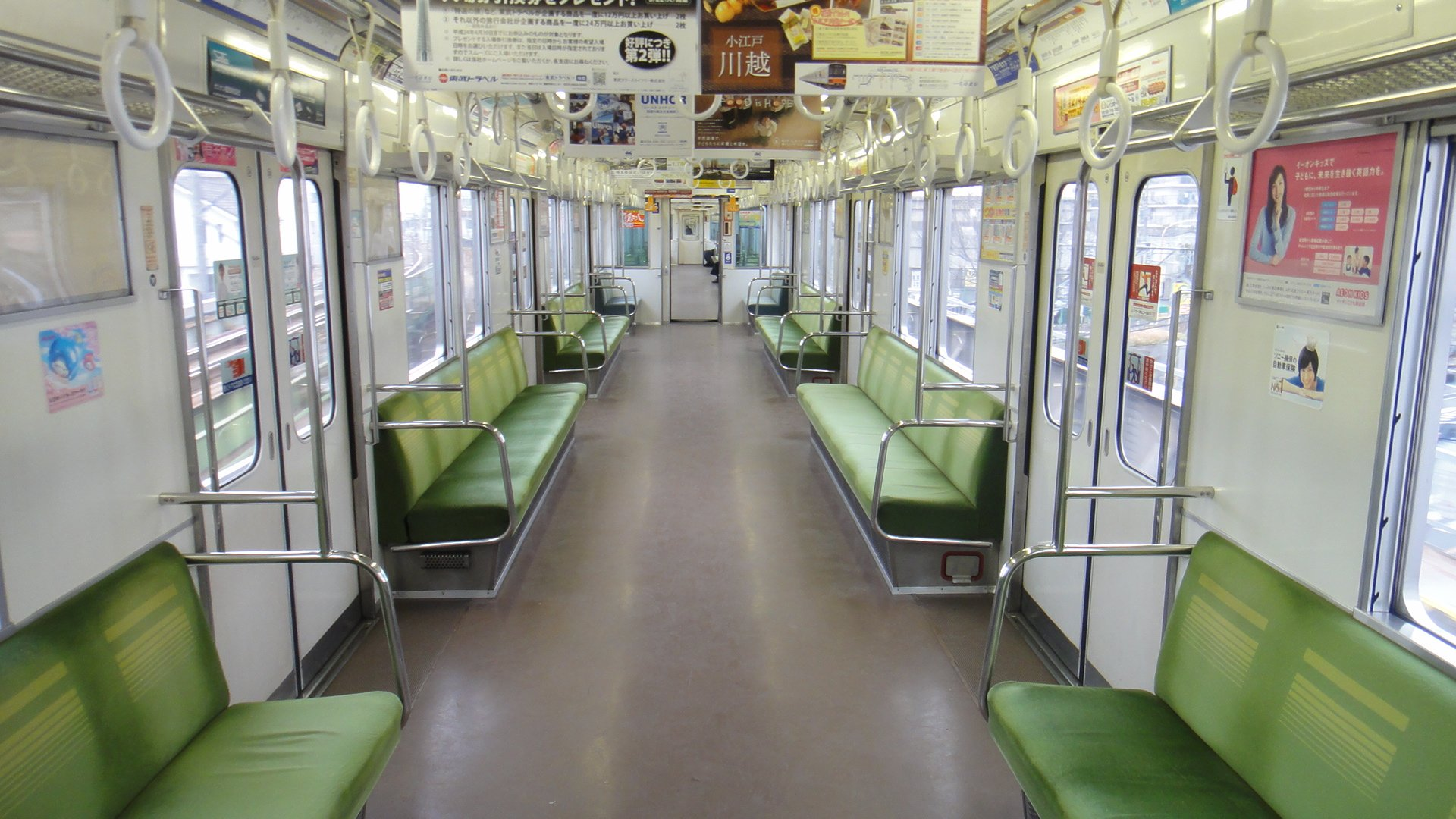
10030型未更新車の車内

#### 10030型 50番台（通称：10050番台）
1992年（平成4年）度以降に製造された車両は、客室内で車椅子スペースや補助送風機（スイープファン）の設置、外観では屋根上冷房装置のカバー（キセ）が連続式になるなどの変更点があり、車両番号の下2桁を51以降の付番（以下50番台車と表記。10050型と通称されることもある）とした。さらに、雪害対策としてパンタグラフ強制上昇装置の追加や屋根上の吸出式通風装置の廃止などの小改良が続けられた。
1993年（平成5年）からは、本線系統の途中駅での自動連結・解放運転に備え、これまでの密着自動連結器に代わり、先頭車に電気連結器付き密着式連結器を装備した車両が登場した。この計画の影響で1994年（平成6年）までに本線系統へ集中的に投入されたため、50番台車は本線所属編成が多い。それ以前に本線に投入されていた車両も同年のダイヤ改正までに密着式連結器に改造され、増解結の取り扱いが統一された。
1995年（平成7年）に落成した11267Fには、試験的に東武初のシングルアーム式パンタグラフが搭載され、後に20070型や30000系など、その後の東武の電車に反映された。
1996年（平成8年）に東上線に投入された11461Fと11667Fは、本線系統との車両転配の利便を考慮して密着式連結器を装備した。このうち前者は先頭車前面の窓回りの縁取りが黒く塗装されているのが特徴だった（2005年に他編成と同一色へ変更）。その後、他の東上線所属車も密着式連結器に改造された。
2000年（平成12年）に11659Fのクハ16659の車体が事故で損傷し、車体を新しいものに取り替えて営業運転に復帰した。損傷のなかった部品はそのまま流用したため、廃車扱いではなく修繕扱いとなっている。
2004年（平成16年）より6両固定編成の一部でパンタグラフの母線引き通しを実施した編成が登場し、一部のパンタグラフを降下させて運用していた。この工事によって使用停止としたパンタグラフには10000系と同様に、側面に黄色の識別用シールを貼付していたが、後に中止されている。
2013年（平成25年）には、11652Fの帯色が青（フューチャーブルー）と黄緑（ブライトグリーン）に変更され、同年4月20日から野田線での運用が開始された。野田線では6両固定編成で運用されるため、先頭車の電気連結器と前面貫通扉の渡り板は撤去されている。

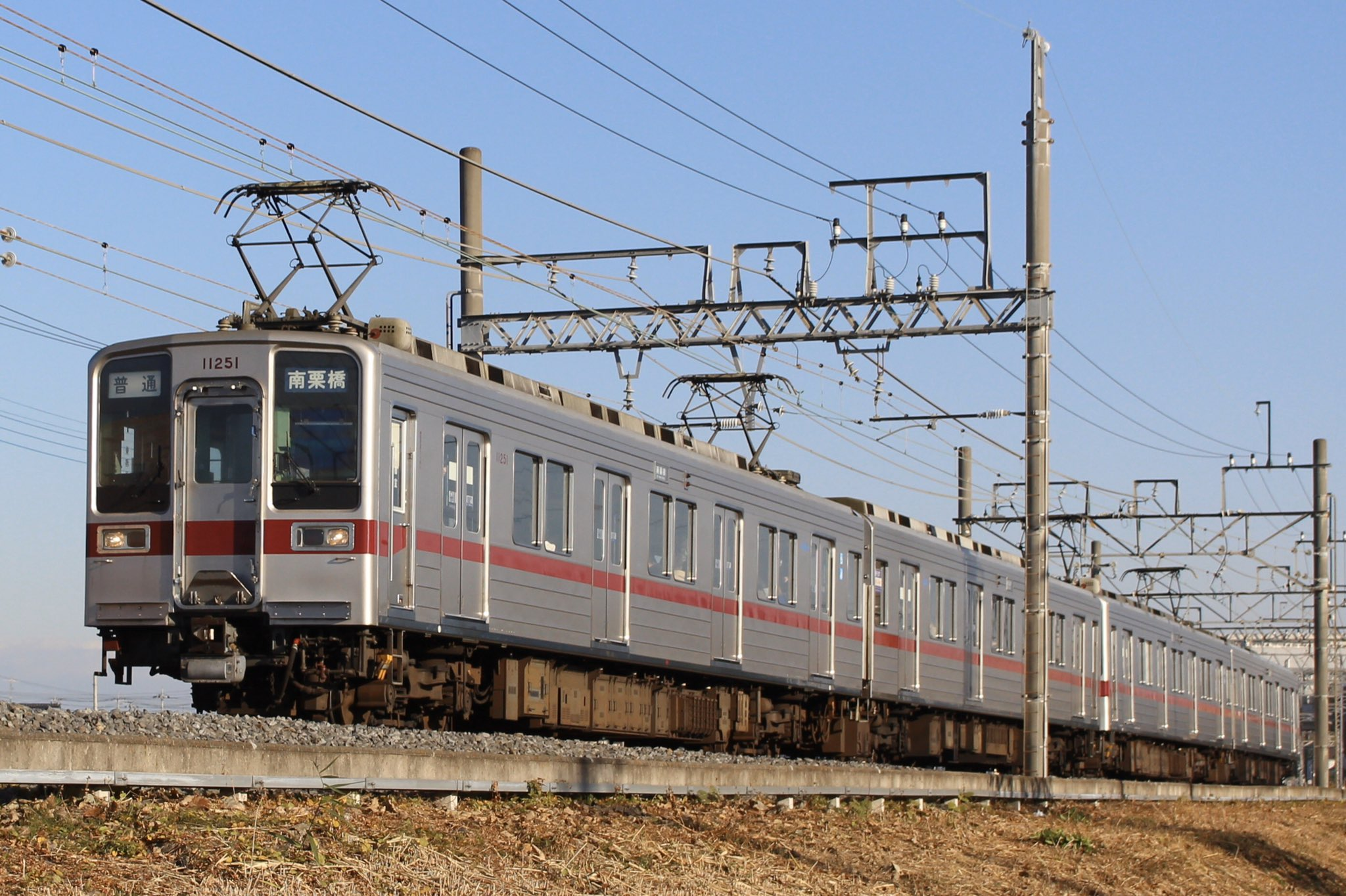
10030型50番台 一体型の冷房装置カバーが外観上の特徴である （2020年2月）
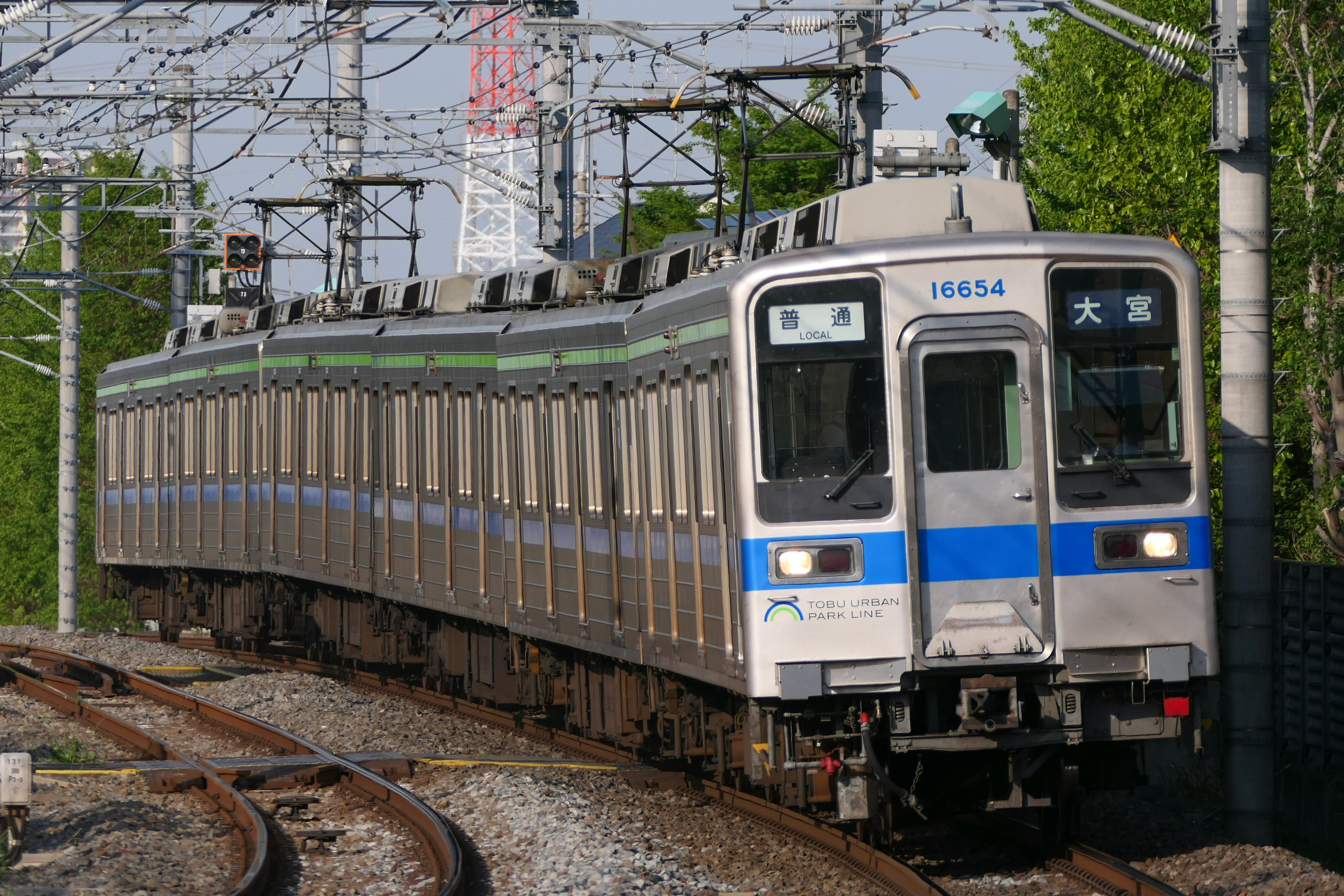
野田線仕様に変更された11654編成 （2021年4月 八木崎駅 - 豊春駅間）

### 10080型
1988年4月に、10030型と同時に登場した。東武で初めてGTOサイリスタ素子によるVVVFインバータ制御（日立製作所製）を採用した車両である。試験車両的な位置付けで、11480Fの4両編成1本のみ在籍する。1990年（平成2年）に100系をVVVFインバータ制御で登場させる契機となった。車体は10030型初期車と同一で、10000型・10030型との連結を考慮し、走行性能も揃えられている。当初の主電動機出力は170 kW、歯車比は6.21 (87:14) であった。
2005年（平成17年）後半からインバータ装置の不具合により長く休車となっていたが、その後IGBT素子のVVVFインバータ装置にASSY交換され、試運転を行った後、2007年（平成19年）9月12日から定期運用に復帰した。改造後の主電動機は50000系列と同じ出力165kWだが、歯車比は5.44と10000系列に揃えられた。改造後も他の10000系列と共通運用され、10000系列および30000系との併結も行われている。その後、2015年7月に10000系列の4連で先陣を切り、車内のリニューアル工事を施工した。

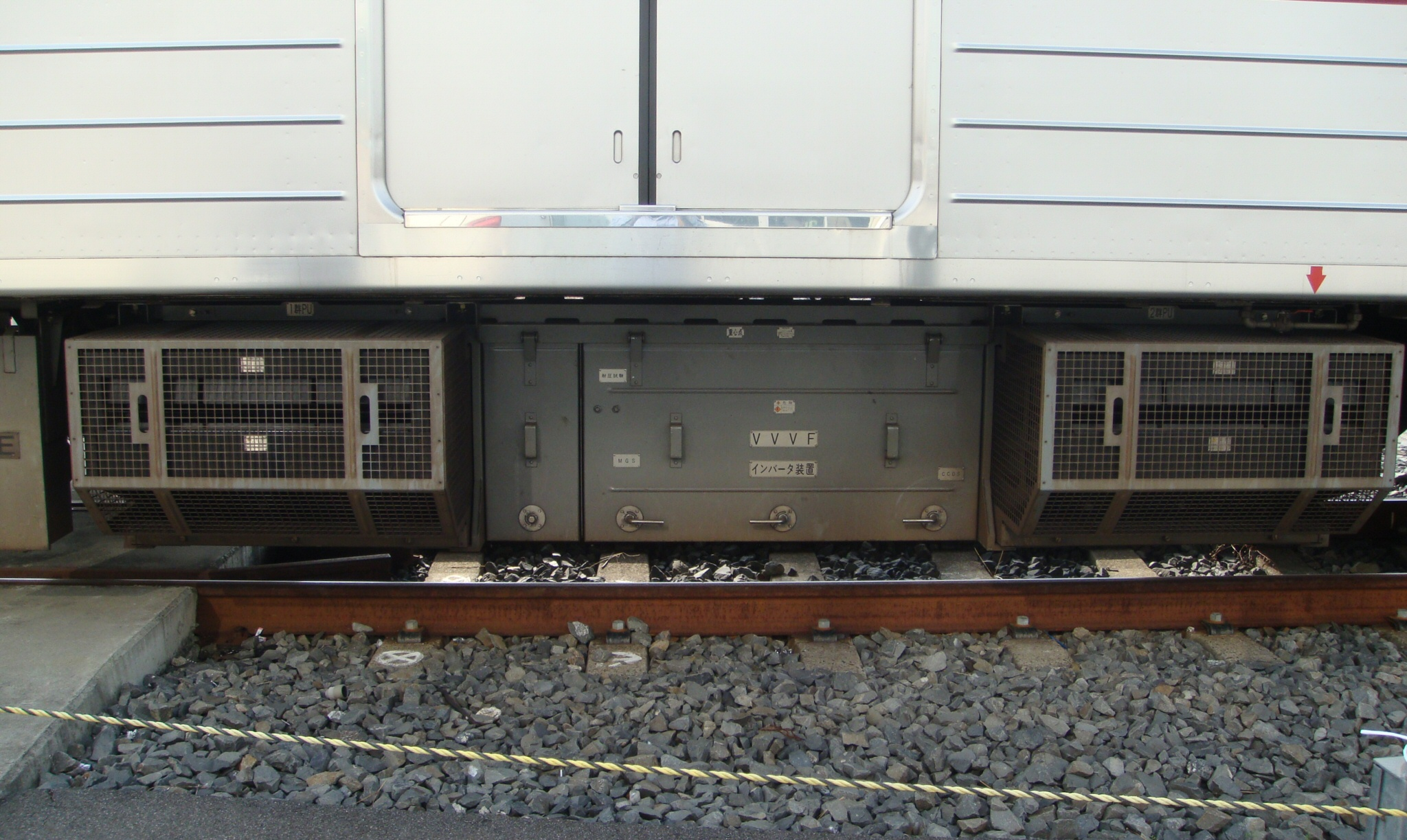
現在の10080系のVVVFインバータ(IGBT)

## 車両編成
本節では、編成の組成両数について2両編成は「2R車」、4両編成は「4R車」、6両編成は「6R車」、8両編成は「8R車」、10両編成は「10R車」と表記する。

### 概要
本系列においては、それ以前の車両とは異なる車両番号の付番法則を用いることになった。
具体的には、万の位で形式、千の位では浅草・池袋・柏方から何両目に組成されるか（10両目の場合は「0」）、百の位では編成の組成両数（10R車の場合は「0」）、残りの下2桁で編成番号を表す方法になっている。例えば、「12608」であれば10000系で6R車の第8編成、浅草・池袋方から2両目（6両編成の5号車）ということになる。電動車・制御車・付随車の区別は基本的に一切考慮されないが、車内の妻面上部にあるプレートには車両番号の頭にそれぞれ「モハ」「クハ」「サハ」と記載されている。
通常、編成番号はそれぞれの番台の「1」から（10030系であれば「31」から、50番台車であれば「51」から）付番されるが、10080系のみ試作車のため「0」が振られ、11480編成となっている。
この法則に従うと、浅草・池袋方の先頭車については必ず千の位が「1」となる。また、反対側の先頭車では、その編成の両数と浅草・池袋から何両目であるかは必ず一致する（例えば、6両編成なら浅草・池袋方から6両目、10両編成なら10両目）ため、千の位と百の位は同じ数字となる。
この法則は、以後の東武鉄道の通勤形電車すべてに適用されている。

### 2R車
本線に22本44両が在籍（10000型4本8両、10030型50番台18本36両）
主に4R車の増結用であるが、2R車を3本連結した運用（通称：ブツ6）や2R車を4本連結した運用（通称：ブツ8）もある。かつては亀戸線・大師線・東上線でも使用された。2008年時点では30000系4R車と併結することもある。
1995年度から全車に自動扉締め切り装置が設置された。これは浅草駅のホーム有効長の関係で1番線が8両編成、2番線が6両編成の後部2両がドアカットとなるためである。のちに4R車・6R車・8R車にも設置された。
東上線への配備は、2008年6月14日のダイヤ改正より東上線の池袋発着列車が全て10両編成となる際、8R車の増結用として、11201F・11202Fの2本が2008年5月13日に本線から転属した。しかし東上線池袋〜小川町間へのT-DATC導入を目前に控えた2014年、11202Fと11201Fにリニューアル工事が施工され、古巣である本線に再転属し、東上線での運用を終えた。

### 4R車
本線・東上線に配置。30本120両が在籍する（10030型30番台18本72両、同50番台11本44両、10080系1本4両）
10000型に4R車はなく、10030型で初めて登場した。伊勢崎線では浅草口で2R車を増結して6両編成を組む他、4R車同士の8両編成又は6R車に増結されて10両編成を組成するなど様々な使い方がされ、30000系と併結することもある。また、一部は日光線新栃木以北にも入線した。東上線では10両編成（以前は8両編成も組んでいた）を組む。以前は、ワンマン運転化前の小川町 - 寄居間・新栃木 - 東武宇都宮間、越生線でも使用されていた。

### 6R車
本線・東上線・野田線に配置。41本246両が在籍する（10000型9本54両、10030型30番台14本84両、同50番台18本108両）
本線の区間準急や区間急行は基本的に6両編成であるため、最も汎用性の高い編成となるが、本系列または30000系4R車と併結し運用されることもある。東上線ではワンマン化前の小川町 - 寄居間などで単独使用されていたこともあるが、2008年現在は常に4R車を連結して10両編成で使用されている。
2013年4月20日、10030型50番台11652Fが東上線から野田線に転配された。その際に帯色が変更され、車体側面の窓下に東武グループのコーポレートカラーである「フューチャーブルー」、窓上に視認性の高い「ブライトグリーン」を配したものになっている。2021年4月現在、11631F・11632F・11633F・11635F・11636F・11651F - 11654Fの9本がこのカラーになっている。その際、ステッカーによる号車表示が側面と車内に施される。

### 8R車
登場当時は東上線に配置されていたが、2016年現在は本線に配置。2本16両が在籍する（10000型2本16両）。
東上線の同系列は当初8R車が6本配置されていたが、うち11803F - 11806Fの4本は1989年に中間車2両を新製して後記の10R車化され、11003F - 11006Fに改番された。
2008年6月14日のダイヤ改正より池袋口の列車はすべて10両化されることになり、8R車の11801F・11802Fは、前記した2R車の11201F・11202Fを本線から転用して対応した。
その後、30000系が東上線に転属するに伴い本線に転属した。その際、側面と車内にステッカーによる号車表示が施される。
主に本線の平日朝夕ラッシュ時に使用されている。

### 10R車
東上線のみ配置。6本60両が在籍する（10000型4本40両、10030型30番台2本20両）。
10000型は前記の8R車が最初に登場したが、うち11803F - 11806Fの4本は1989年に中間車2両を新製して10R車化され、11003F - 11006Fに改番された。この中間車2両は10030系登場後の落成であったが、床材の色や手すり以外は10000型と同一仕様である。
東上線配置の10030型については、最初の2本は10R車で落成したが、その後の増備は6R車と4R車のみとなった。

### 編成図
左側が浅草・柏・池袋方
凡例
CON1：制御装置（1C8Mおよび1C4M2群）、CON2：制御装置 (1C4M) 、MG：電動発電機、SIV：静止型インバータ、CP：空気圧縮機、PT：集電装置

#### 10000型
|          | モハ11200形 (Mc) | クハ12200形 (Tc3) |
| 搭載機器 | CON2・PT         | MG・CP            |
| 自重     | 39.0 t           | 34.0 t            |
| 定員     | 150              | 150               |
| 車両番号 | 11201 ： 11204   | 12201 ： 12204    |

|          | クハ11600形 (Tc1) | モハ12600形 (M1) | モハ13600形 (M2) | サハ14600形 (T3) | モハ15600形 (M3) | クハ16600形 (Tc2) |
| 搭載機器 |                   | CON1・PT         | MG・CP           | MG・CP           | CON2・PT         |                   |
| 自重     | 29.0 t            | 39.0 t           | 39.0 t           | 32.5 t           | 37.5 t           | 29.0 t            |
| 定員     | 150               | 170              | 170              | 170              | 170              | 150               |
| 車両番号 | 11601 ： 11609    | 12601 ： 12609   | 13601 ： 13609   | 14601 ： 14609   | 15601 ： 15609   | 16601 ： 16609    |

|          | クハ11800形 (Tc1) | モハ12800形 (M1) | モハ13800形 (M2) | サハ14800形 (T1) | サハ15800形 (T2) | モハ16800形 (M1) | モハ17800形 (M2) | クハ18800形 (Tc2) |
| 搭載機器 |                   | CON1・PT         | MG・CP           |                  |                  | CON1・PT         | MG・CP           |                   |
| 自重     | 29.0 t            | 39.0 t           | 39.0 t           | 28.0 t           | 28.0 t           | 39.0 t           | 39.0 t           | 29.0 t            |
| 定員     | 150               | 170              | 170              | 170              | 170              | 170              | 170              | 150               |
| 車両番号 | 11801 11802       | 12801 12802      | 13801 13802      | 14801 14802      | 15801 15802      | 16801 16802      | 17801 17802      | 18801 18802       |

|          | クハ11000形 (Tc1) | モハ12000形 (M1) | モハ13000形 (M2) | サハ14000形 (T1) | モハ15000形 (M3) | サハ16000形 (T3) | サハ17000形 (T2) | モハ18000形 (M1) | モハ19000形 (M2) | クハ10000形 (Tc2) |
| 搭載機器 |                   | CON1・PT         | MG・CP           |                  | CON2・PT         | MG・CP           |                  | CON1・PT         | MG・CP           |                   |
| 自重     | 29.0 t            | 39.0 t           | 39.0 t           | 28.0 t           | 37.5 t           | 32.5 t           | 28.0 t           | 39.0 t           | 39.0 t           | 29.0 t            |
| 定員     | 150               | 170              | 170              | 170              | 170              | 170              | 170              | 170              | 170              | 150               |
| 車両番号 | 11003 ： 11006    | 12003 ： 12006   | 13003 ： 13006   | 14003 ： 14006   | 15003 ： 15006   | 16003 ： 16006   | 17003 ： 17006   | 18003 ： 18006   | 19003 ： 19006   | 10003 ： 10006    |

#### 10030型・10080型
|          | モハ11230形 (Mc) | クハ12230形 (Tc3) |
| 搭載機器 | CON2・PT         | SIV・CP           |
| 自重     | 39.5 t           | 34.5 t            |
| 定員     | 142              | 142               |
| 車両番号 | 11251 ： 11268   | 12251 ： 12268    |

|          | クハ11430形 クハ11480形 (Tc1)       | モハ12430形 モハ12480形 (M1)        | モハ13430形 モハ13480形 (M2)        | クハ14430形 クハ14480形 (Tc2)       |
| 搭載機器 |                                     | CON1・PT                            | SIV・CP                             |                                     |
| 自重     | 29.5 t                              | 39.5 t                              | 39.5 t                              | 29.5 t                              |
| 定員     | 142                                 | 152                                 | 152                                 | 142                                 |
| 車両番号 | 11431 ： 11448 11451 ： 11461 11480 | 12431 ： 12448 12451 ： 12461 12480 | 13431 ： 13448 13451 ： 13461 13480 | 14431 ： 14448 14451 ： 14461 14480 |

|          | クハ11630形 (Tc1)             | モハ12630形 (M1)              | モハ13630形 (M2)              | サハ14630形 (T3)              | モハ15630形 (M3)              | クハ16630形 (Tc2)             |
| 搭載機器 |                               | CON1・PT                      | SIV・CP                       | SIV・CP                       | CON2・PT                      |                               |
| 自重     | 29.5 t                        | 39.5 t                        | 39.5 t                        | 33.0 t                        | 38.0 t                        | 29.5 t                        |
| 定員     | 142                           | 152                           | 152                           | 152                           | 152                           | 142                           |
| 車両番号 | 11631 ： 11644 11651 ： 11668 | 12631 ： 12644 12651 ： 12668 | 13631 ： 13644 13651 ： 13668 | 14631 ： 14644 14651 ： 14668 | 15631 ： 15644 15651 ： 15668 | 16631 ： 16644 16651 ： 16668 |

|          | クハ11030形 (Tc1) | モハ12030形 (M1) | モハ13030形 (M2) | サハ14030形 (T1) | モハ15030形 (M3) | サハ16030形 (T3) | サハ17030形 (T2) | モハ18030形 (M1) | モハ19030形 (M2) | クハ10030形 (Tc2) |
| 搭載機器 |                   | CON1・PT         | SIV・CP          |                  | CON2・PT         | SIV・CP          |                  | CON1・PT         | SIV・CP          |                   |
| 自重     | 29.5 t            | 39.5 t           | 39.5 t           | 28.5 t           | 38.0 t           | 33.0 t           | 28.5 t           | 39.5 t           | 39.5 t           | 29.5 t            |
| 定員     | 142               | 152              | 152              | 152              | 152              | 152              | 152              | 152              | 152              | 142               |
| 車両番号 | 11031 11032       | 12031 12032      | 13031 13032      | 14031 14032      | 15031 15032      | 16031 16032      | 17031 17032      | 18031 18032      | 19031 19032      | 10031 10032       |

## リニューアル工事
10000型の就役から23年余り経過し、車体の陳腐化が進んだため、2007年（平成19年）より内装の更新を主眼としたリニューアル工事が開始され、同年1月19日11601Fが津覇車輌工業館林作業所に入場した。同編成を皮切りに2010年（平成22年）までに10000型6R車全9本のリニューアル工事が完了した。その後、工事は10030型に移行し、2011年3月に竣功した11635Fを皮切りに順次施工されている。なお、2011年度は20両が施工対象とされている。2012年度の鉄道事業計画によると、2012年度は26両が施工対象となっている。2013年度は26両が対象で、一部車両ではVVVFインバータ制御へ換装する予定となっている。同年8月6日にはVVVFインバータ制御換装編成1本目となる11032Fが竣工し、8月19日から東上線にて営業運転を開始した。また、時期は不明であるが、10000型の一部はワンマン化改造を受けて館林地区のワンマン線区に転用され、同地区の8000系と共通運用されている。このほか、2023年度の鉄道事業設備投資計画によると、10050型の7編成がリニューアル工事の施工対象とされており、施工後は館林地区のワンマン線区に投入し同線区の体質改善を図るとしている。

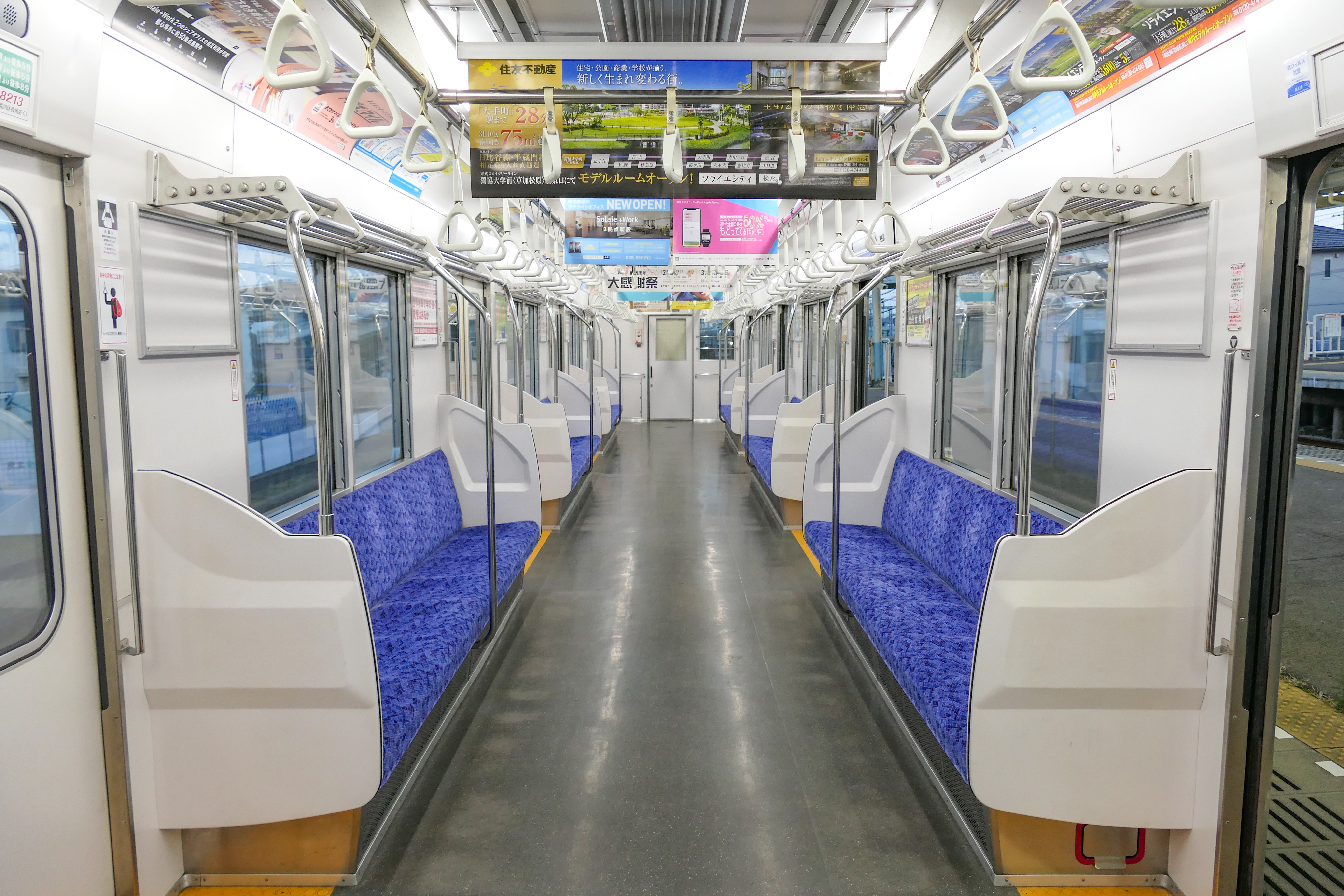
10000型リニューアル車の車内 （2021年10月）
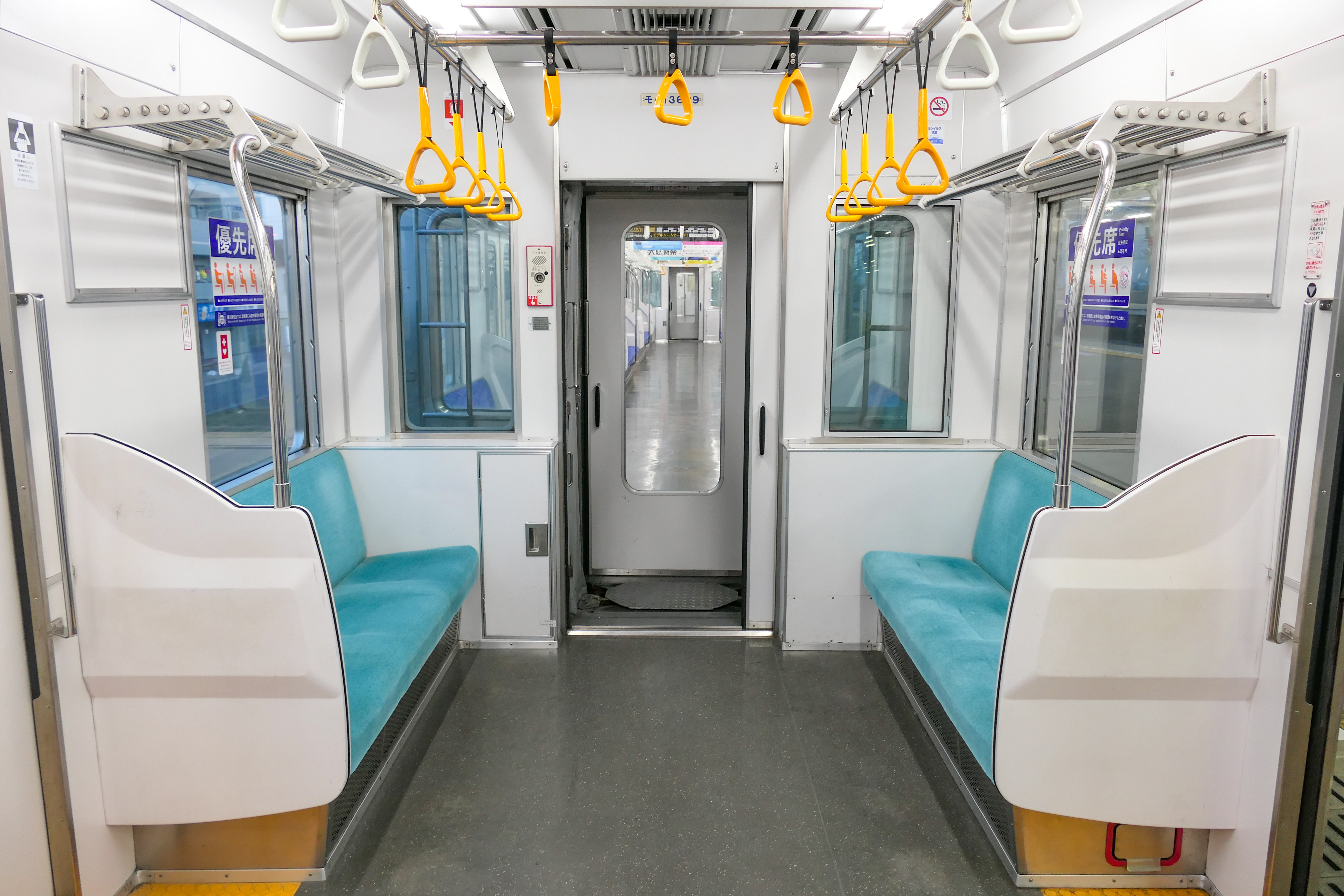
10000型リニューアル車の優先席 （2021年10月）
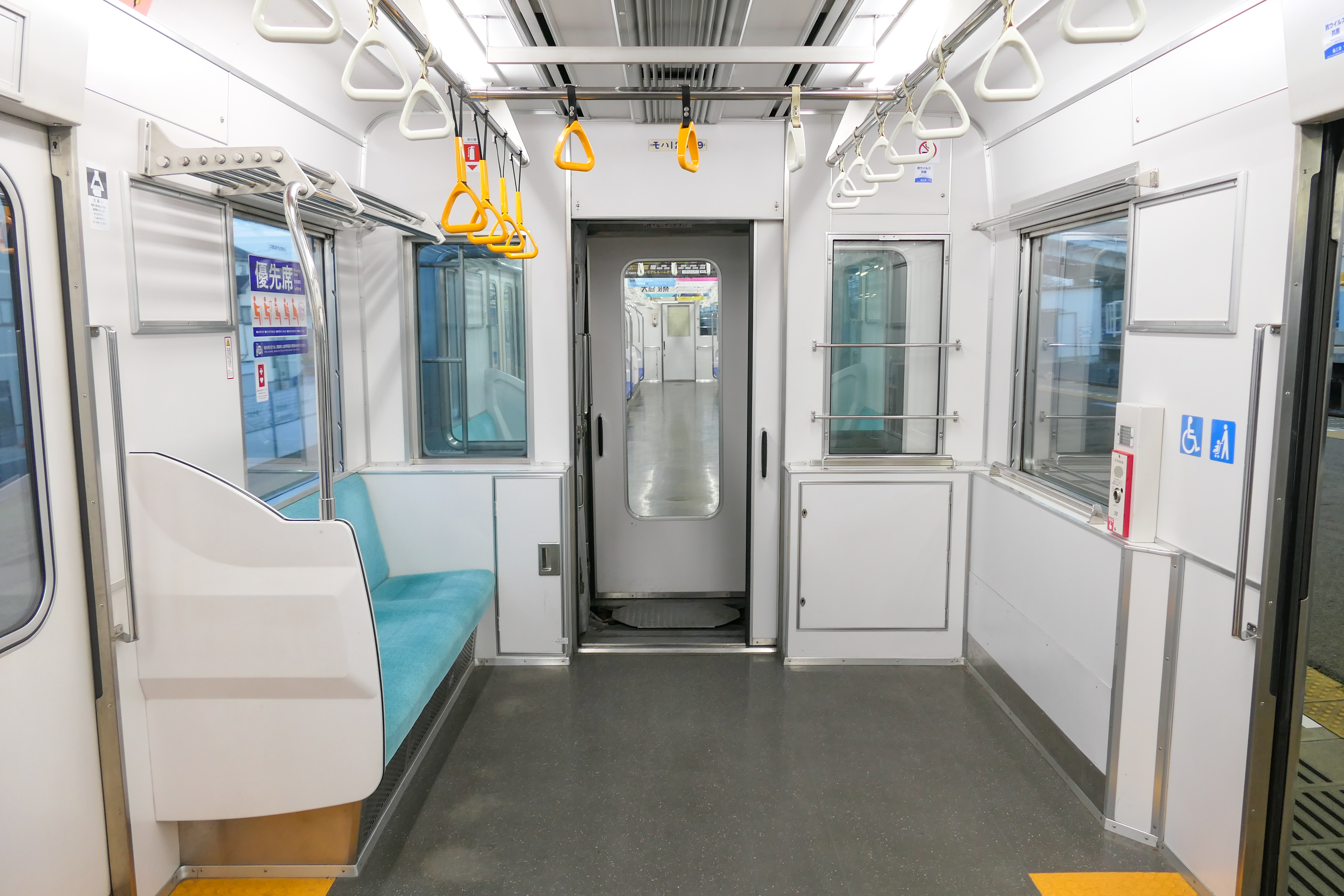
10000型リニューアル車のフリースペース （2021年10月）
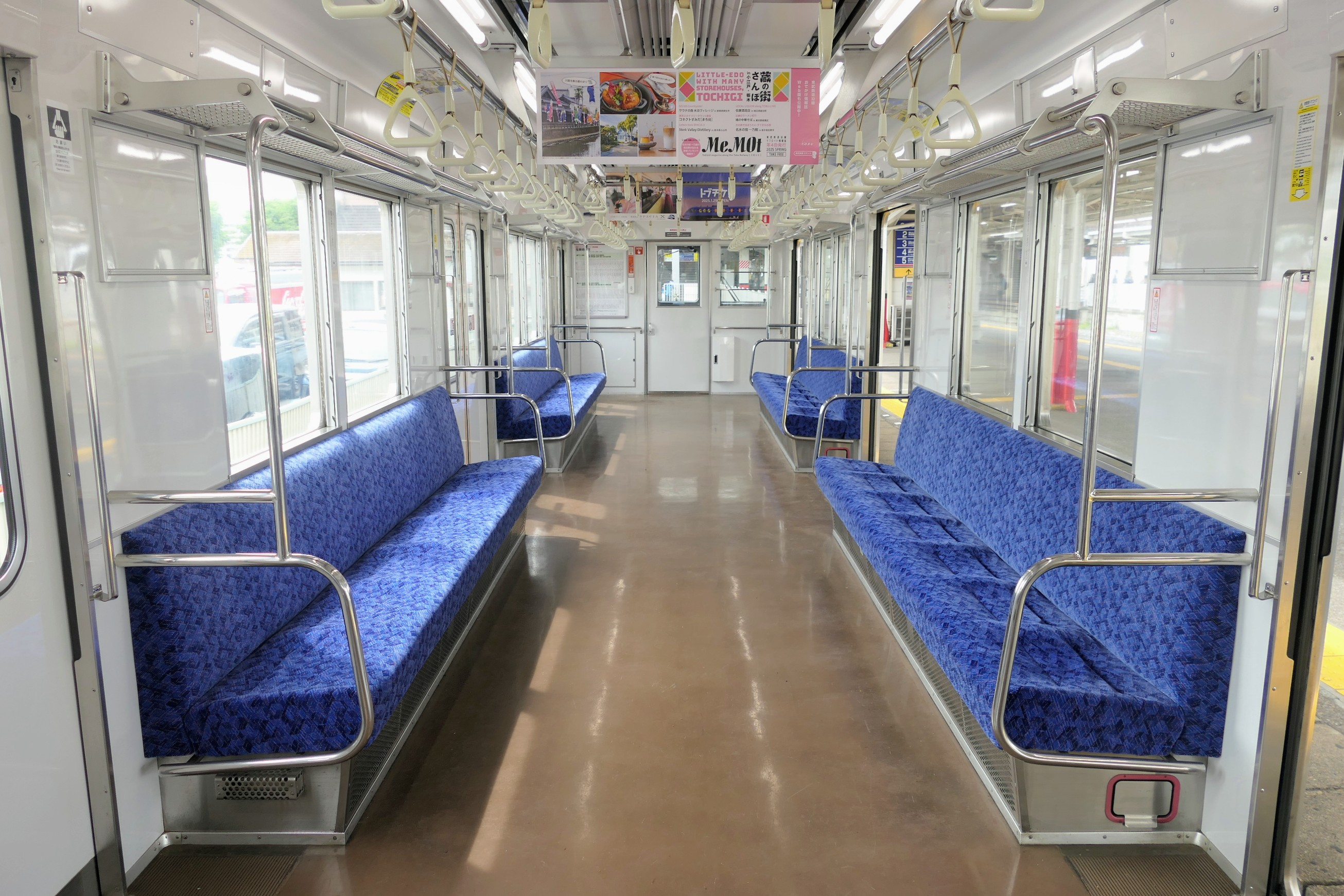
10050型リニューアル車の車内 （2025年5月）
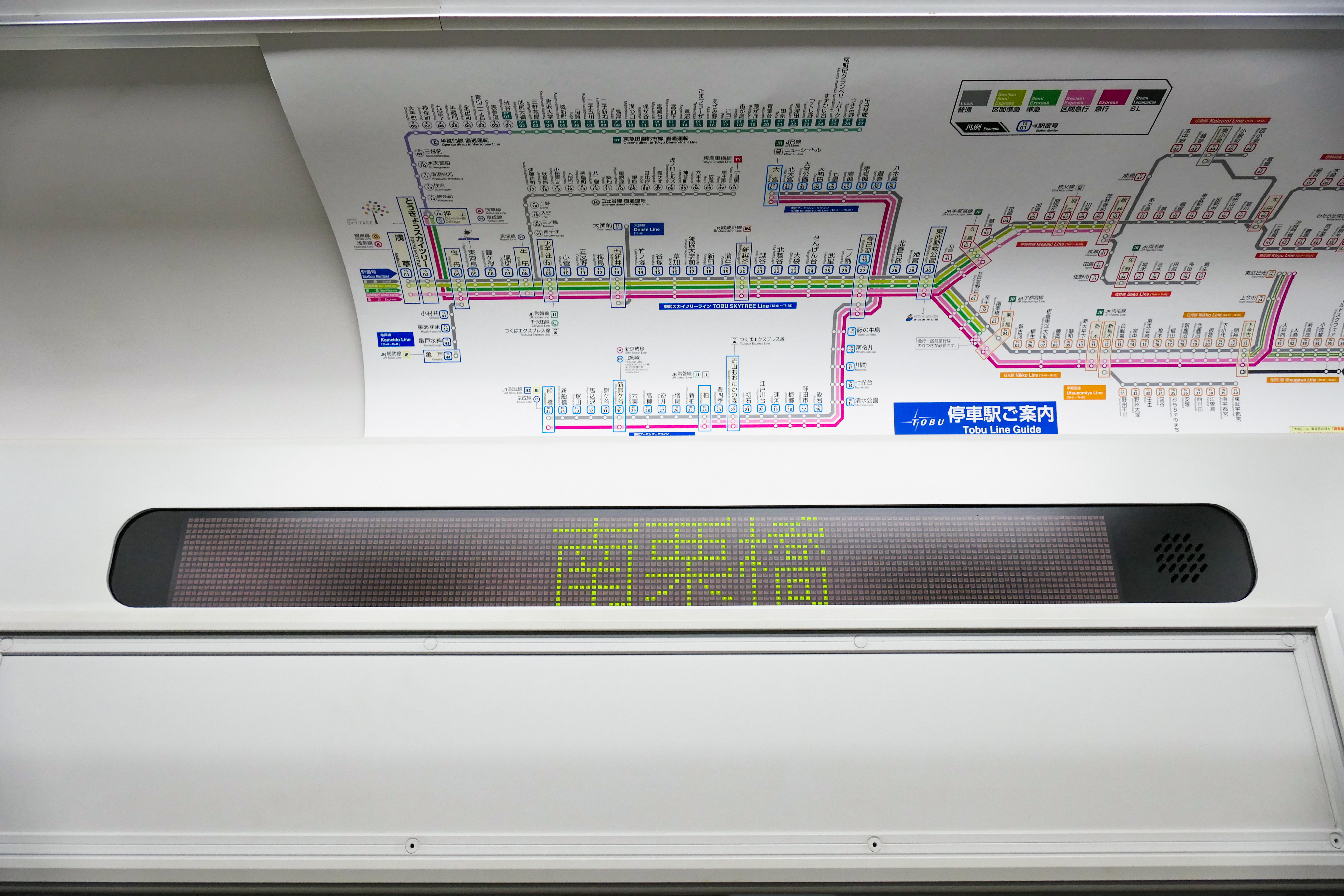
初期のリニューアル車に採用された横長LEDの車内案内表示器 （2021年10月）
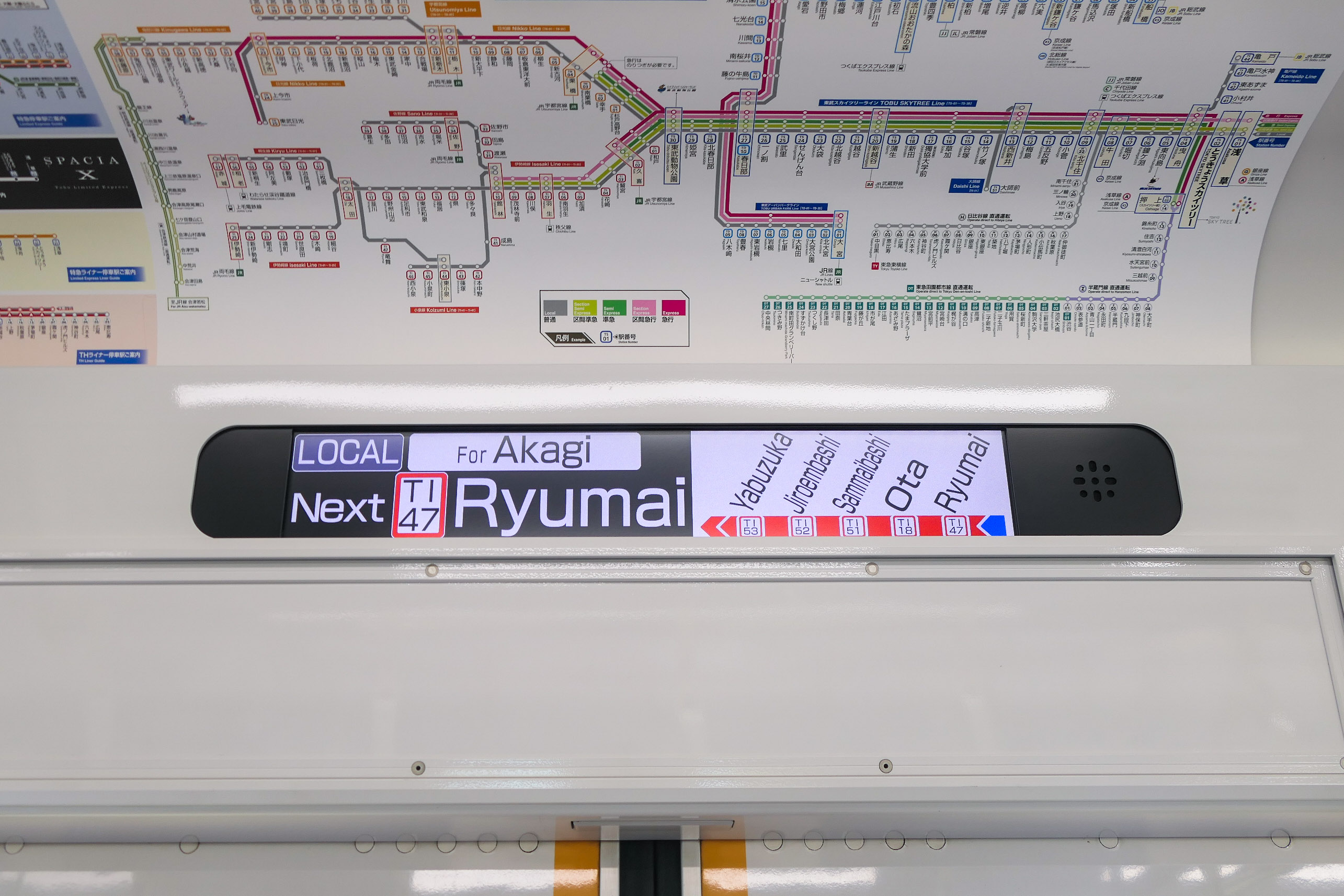
後期のリニューアル車の一部に採用された横長液晶ディスプレイの車内案内表示器（コイト電工製「パッとビジョン」） （2025年5月5日）
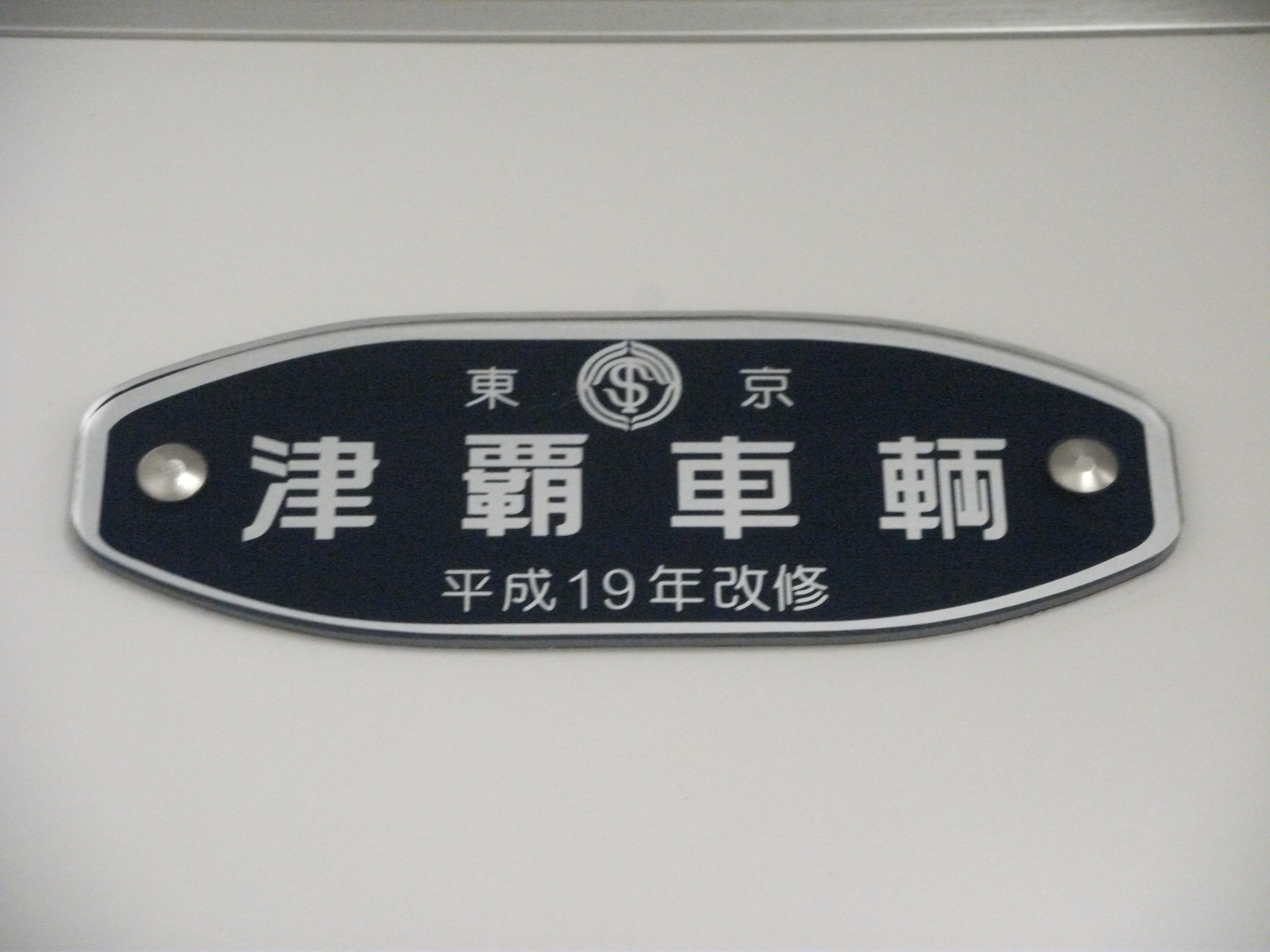
10000型リニューアル工事の際に取り付けられた津覇車輌工業の車内銘板 （2011年8月）

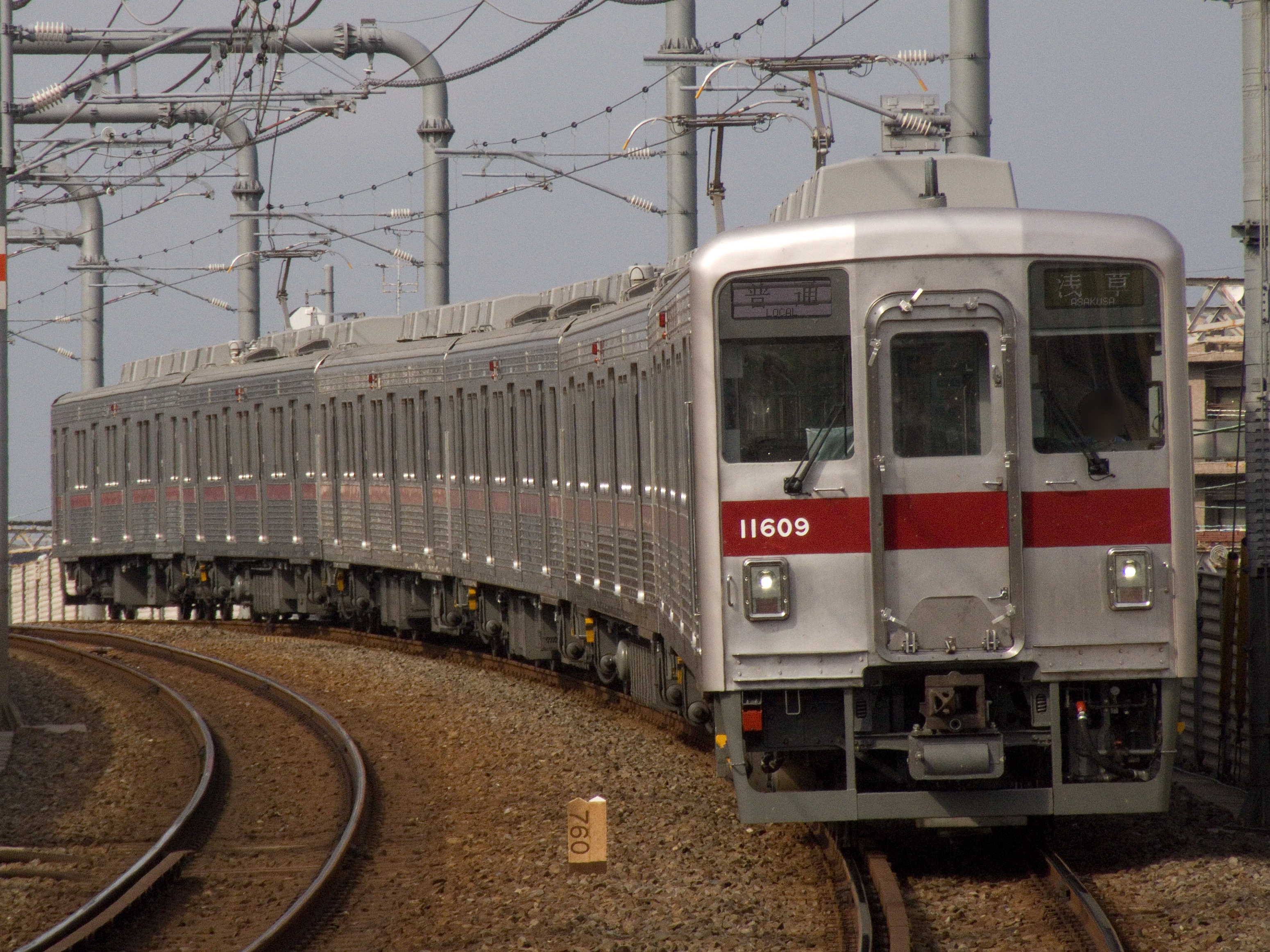
10000型リニューアル車 （2009年8月）
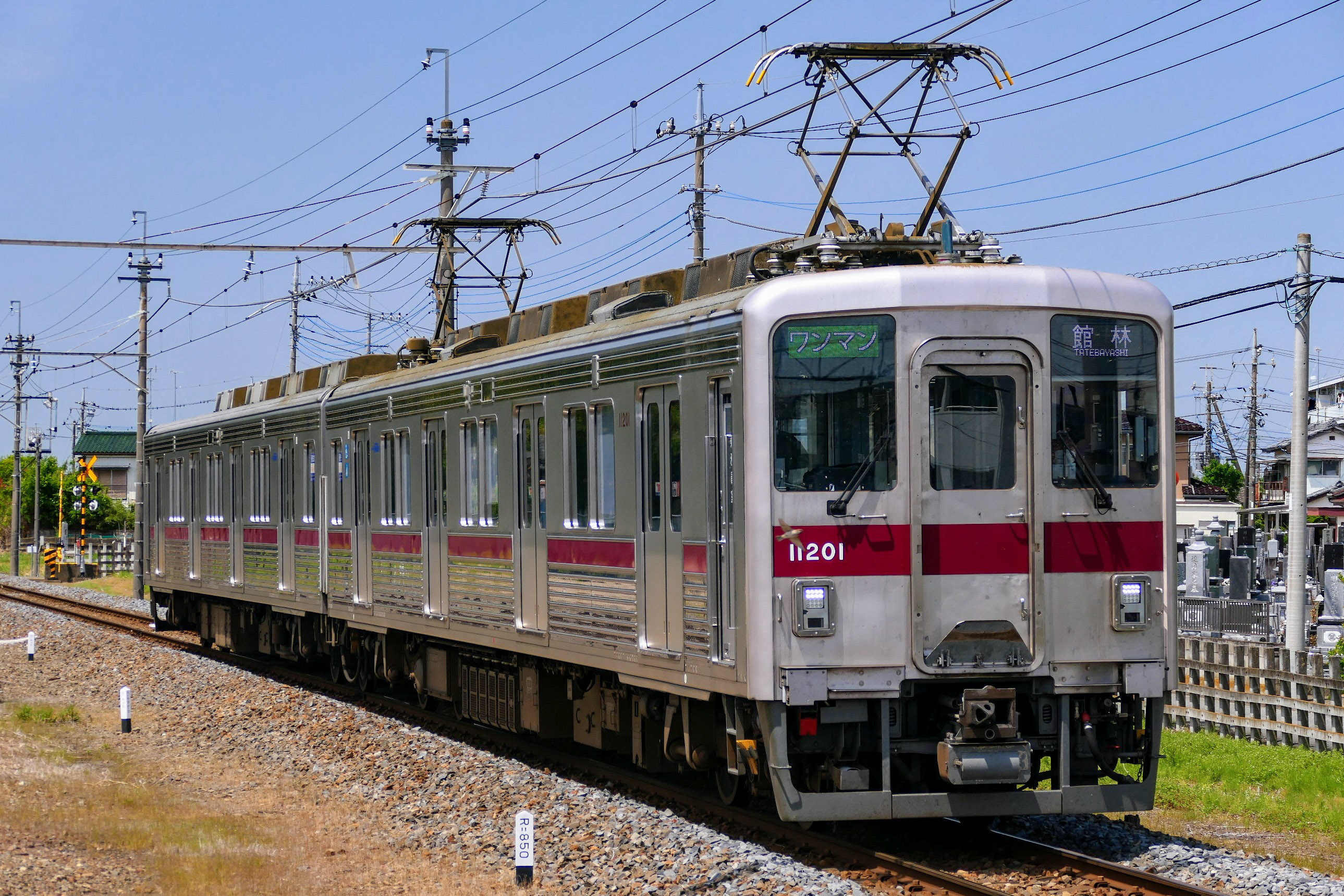
10000型ワンマン車のリニューアル車 （2025年5月5日 成島駅）
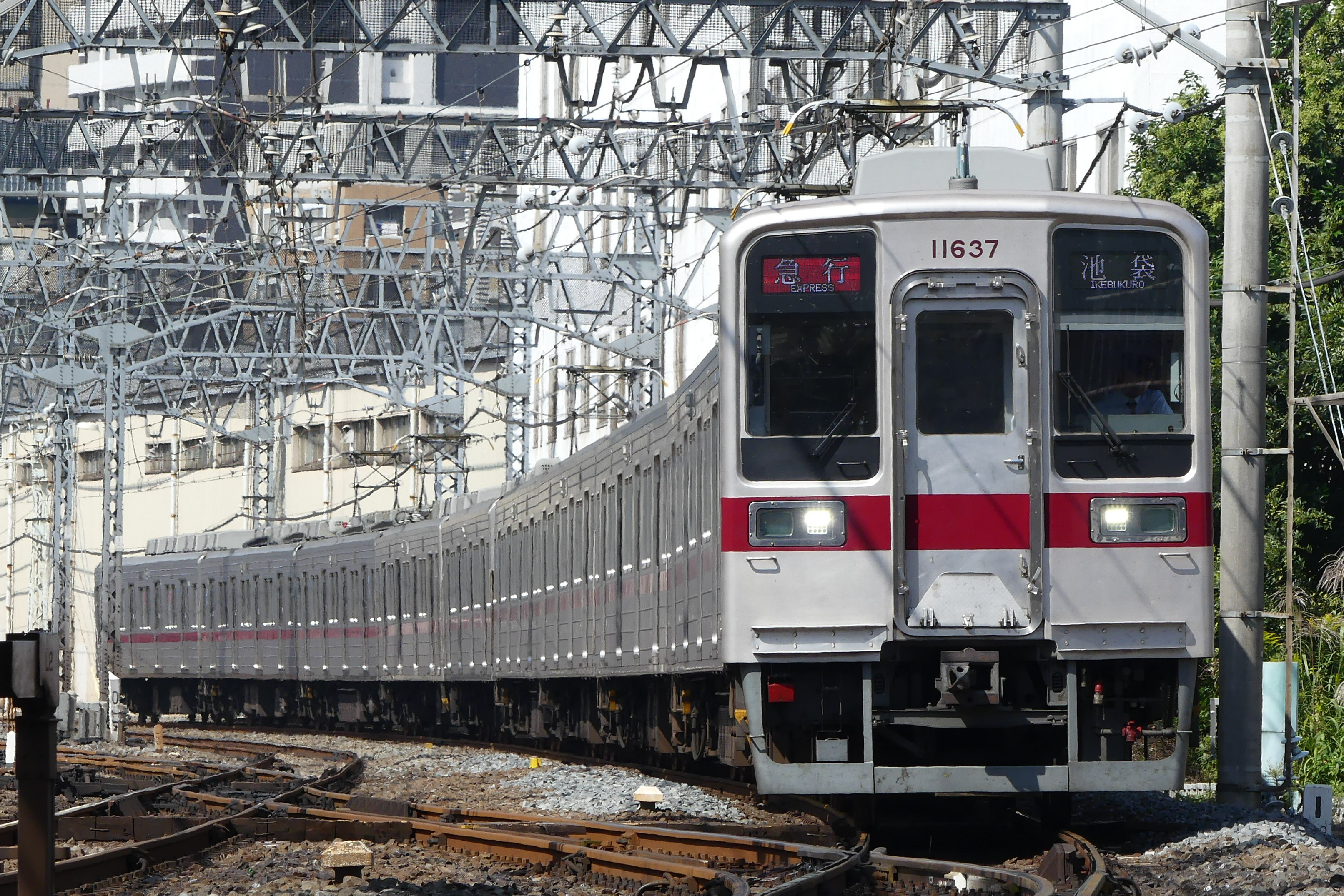
10030型リニューアル車（2017年10月 大山駅 - 下板橋駅間）
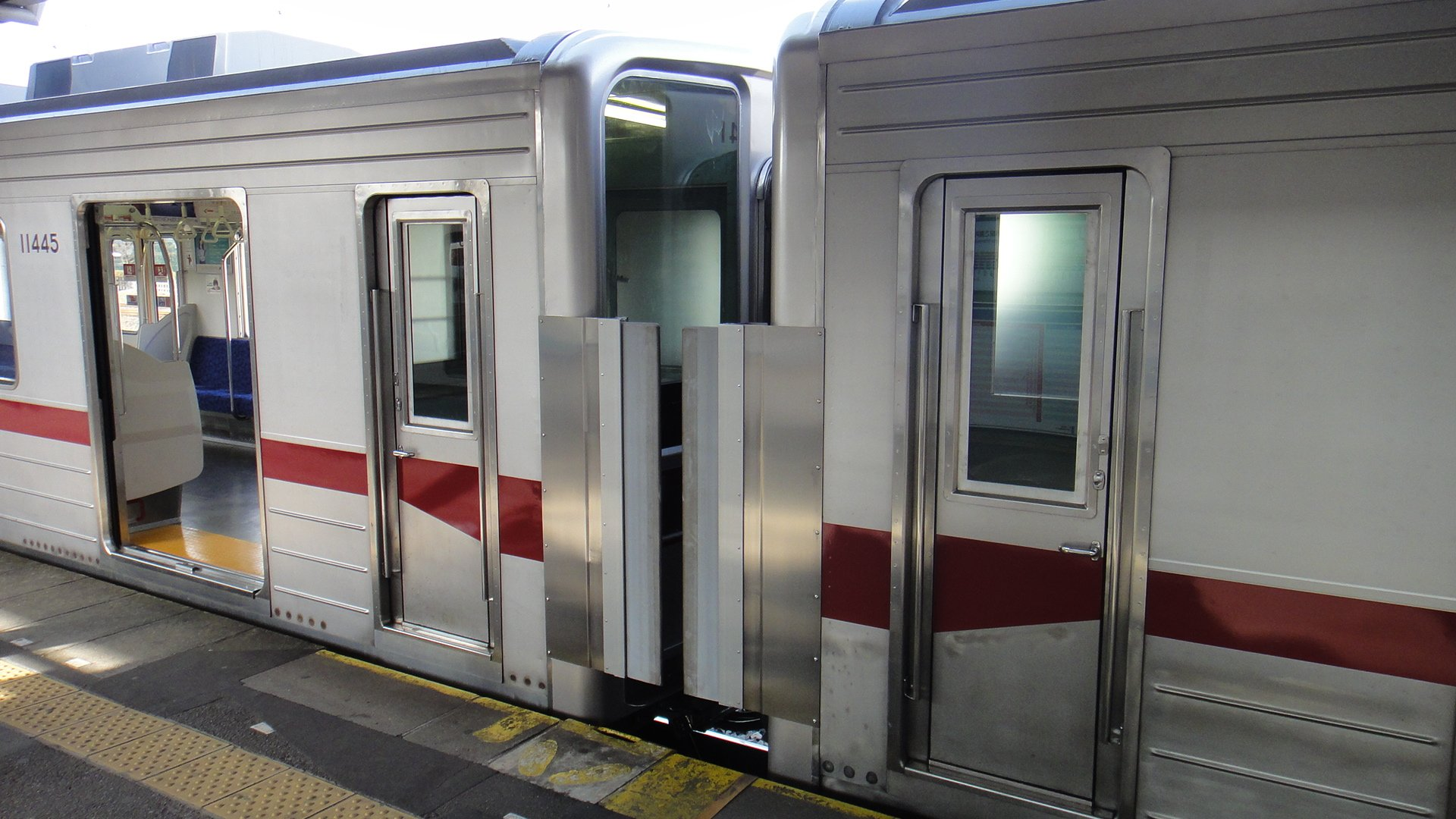
東上線所属の10030型リニューアル車は10両固定編成化され、連結部に転落防止幌が設置された （2012年2月 小川町駅）
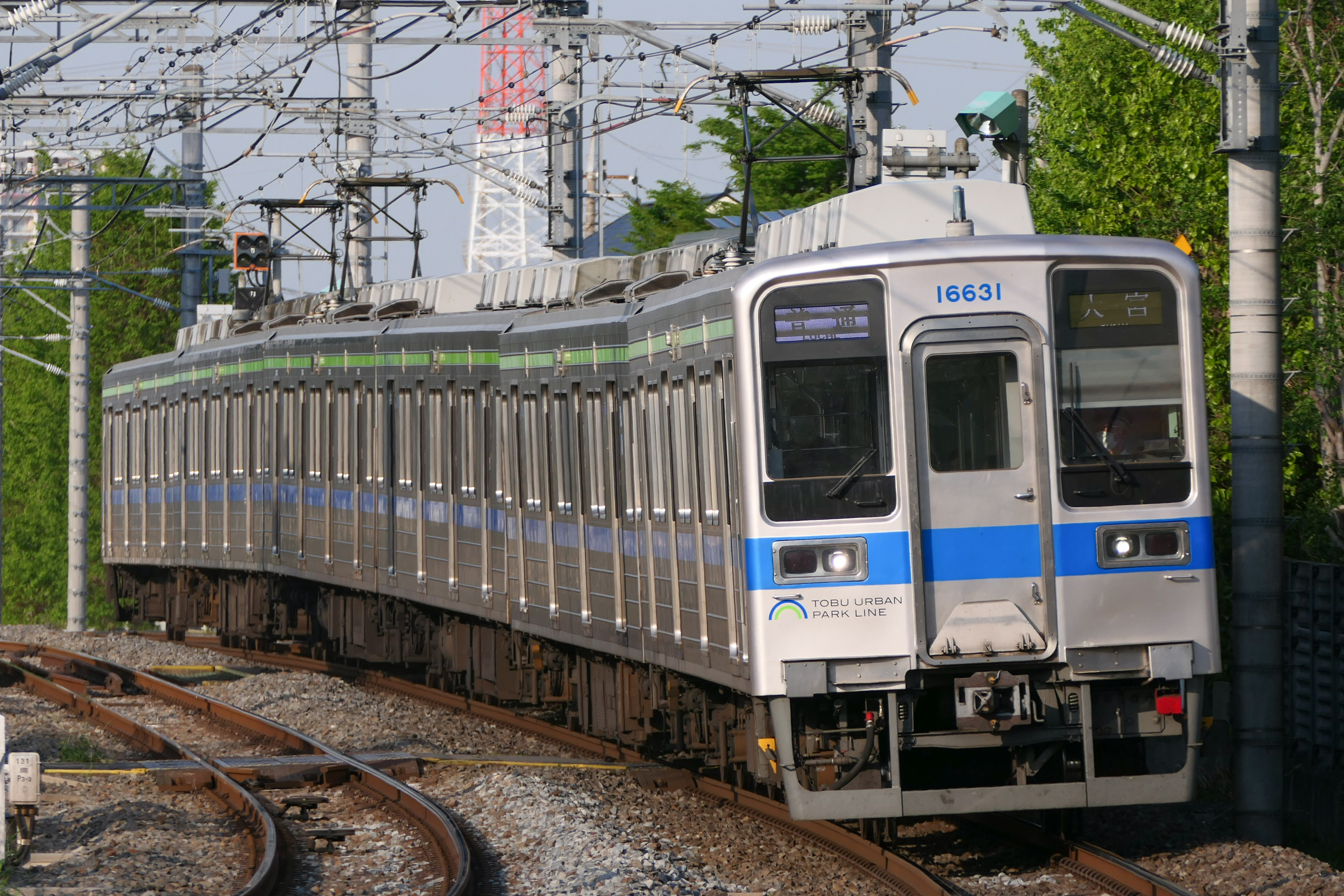
野田線仕様の10030型リニューアル車（2021年4月 八木崎駅 - 豊春駅間）
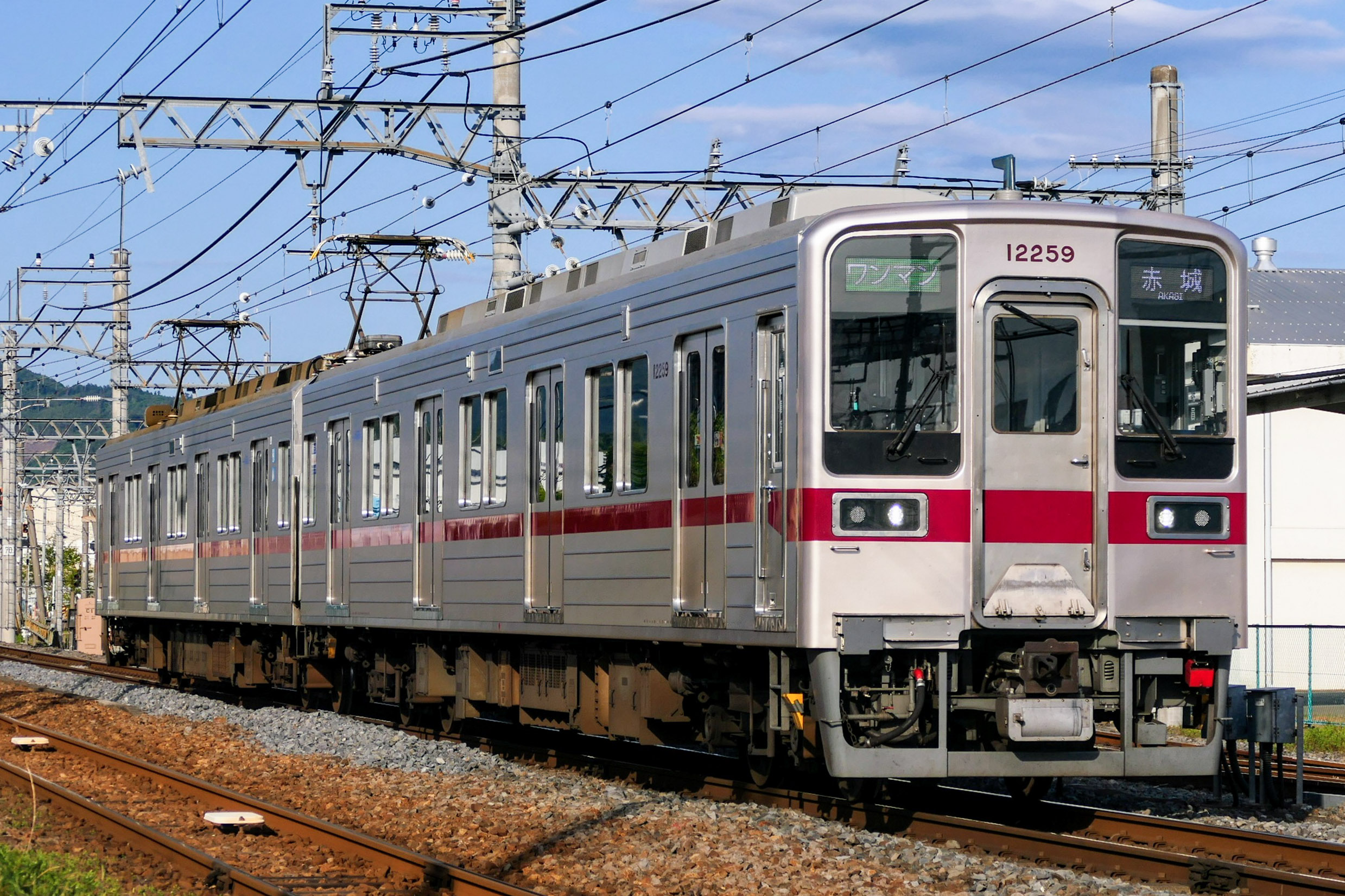
10050型ワンマン車のリニューアル車 （2025年5月3日 相老駅 - 赤城駅間）
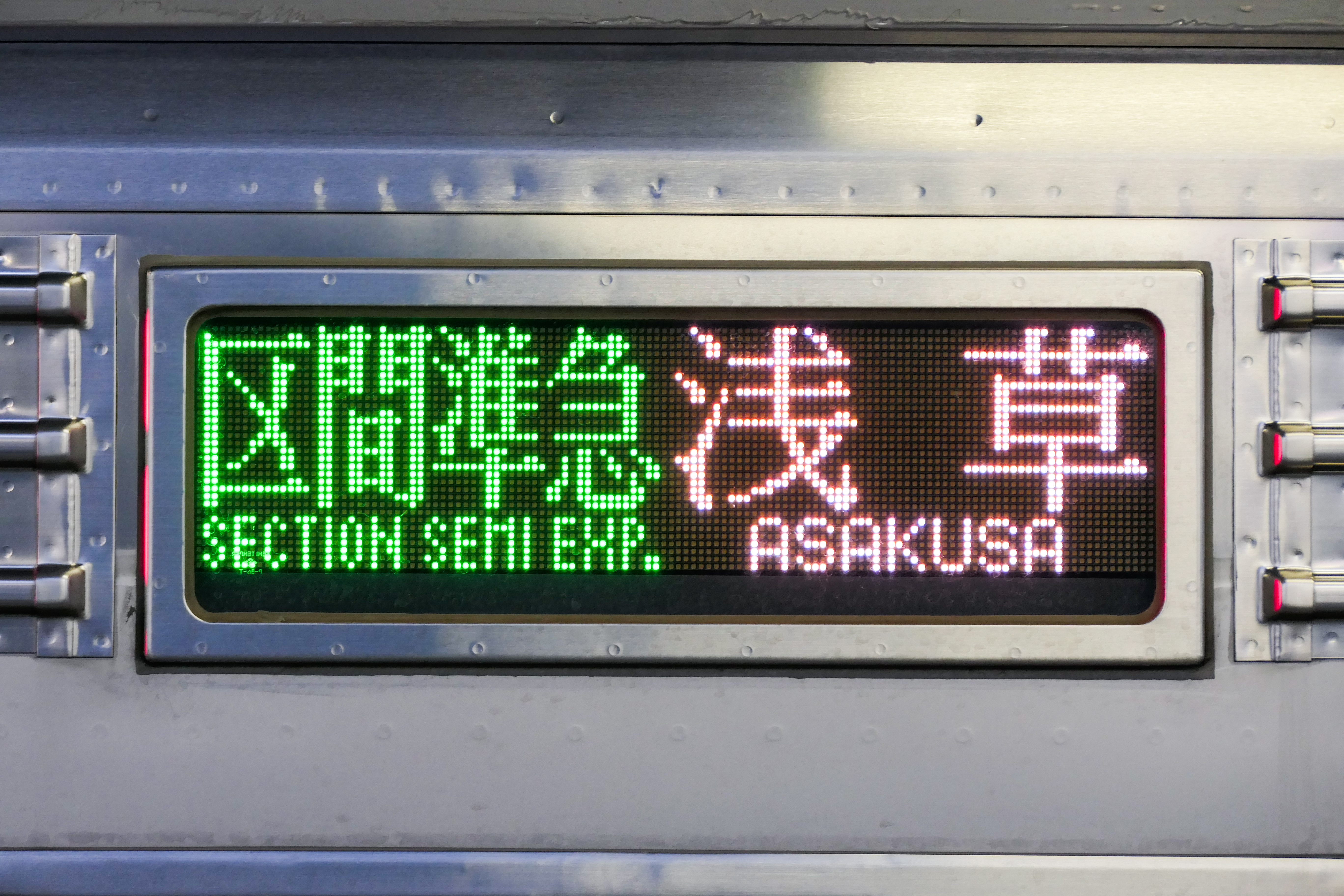
10000型リニューアル車のフルカラーLED式行先表示器 （2021年10月）
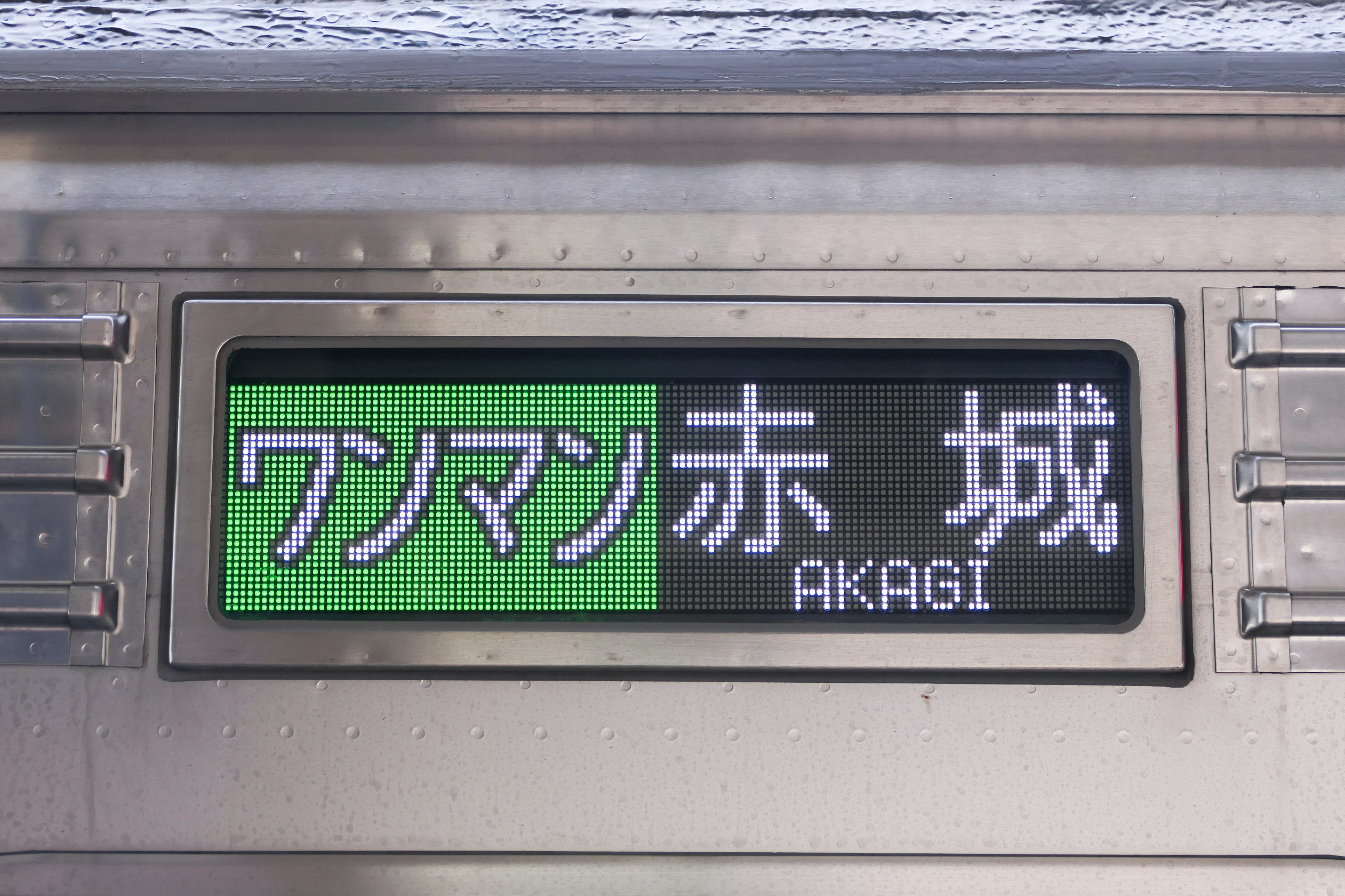
ワンマン車の行先表示器は字体がゴシック体になっている

### 施工内容
先に施工された9000系とほぼ同等の内容である。前述のように本工事は内装関係部品の新製交換を主眼としたものであり、基本的には走行機器の更新は実施されていない。ただし、10両編成のうち2本は界磁チョッパ制御更新用の部品取りのため、50000系及び60000系に準じたVVVFインバータ制御に換装された。また、比較的経年の浅い10030系の施工内容は10000系と比較してやや簡略化されたものとなっている。
10000型・10030型共通施工内容
- モハ15600形の浅草側のパンタグラフを撤去。
- 種別・行先表示器をフルカラーLED式に変更。
- 全座席の交換（生地色は緑から紫・青）。
- 座席間にスタンションポール（縦握り棒）を設置。
- 座席の端部に仕切り板を設置。
- 客用ドア部分の戸先部に黄色のマーキングを実施（一部編成のみ施工）。
- 客用ドア上部に車内案内表示装置（3色LED式）を左右交互に設置。設置されなかった側は広告枠としている。
- ドアチャイムの設置。
- 天井部に新たに補助送風機（スイープファン）を設置。
- 前面排障器（8000系と同タイプのもの）の設置。
- 車椅子スペースの新設。
- 前照灯をHID式に変更。
- 車外スピーカーの設置。
- 非常通報装置を乗務員と相互通話可能な対話式に変更
- 自動放送装置を設置。

10000型6Rのみ施工内容
- 客用ドアと連結面貫通扉の交換。
- 連結面貫通扉を全車両に設置（一部編成のみ）。
- 車端部の座席を4人がけ→3人がけに変更。そのためこの部分の座席幅が大幅に拡大された。
- 車端部に20000系と同様のデッドスペースの設置。
- 荷物棚を金網からパイプ式に変更。
- つり革を○形から△形に変更の上、優先席は黄色のものを使用。部品も新調。
- パンタグラフをシングルアーム式に換装（6R車のみ）。

2010年以降の施工内容
- 連結面貫通扉の撤去、各車2箇所全てに設置していたものを、各車1箇所と半減化。
- 10030型で前照灯と尾灯の位置を左右入れ替え。
- 11632Fの施工以降、通勤形ではLED照明を初採用して消費電力を削減。
- 11640F+11440Fの施工以降、は横長液晶ディスプレイの車内案内表示装置を設置（コイト電工製「パッとビジョン」）。
- 2014年度にリニューアルされた8両編成と11201Fと11202F、2016年度にリニューアルされた11447Fの施工以降、前照灯がLEDになった。

東上線・野田線仕様のみ
- 東上線用はクハ16630形とクハ11430形の運転台を撤去し、実質10両固定編成化。連結部に転落防止幌を設置。同時にサハ16630形・サハ11430形に形式を変更。
- 11032F、11639F+11443Fでは制御装置を界磁チョッパ制御から60000系と同一のIGBT素子のVVVFインバータ制御に変更。(東上線向けのみ)
- 先頭車の電気連結器および貫通扉の渡り板、幌を撤去。いずれも一部例外あり。

### 10R固定化リニューアル車の編成表
|          | ← 池袋小川町 →                |                               |                               |                               |                               |                               |                               |                               |                               |                               |
|          | クハ11630形 (Tc1)             | モハ12630形 (M1)              | モハ13630形 (M2)              | サハ14630形 (T3)              | モハ15630形 (M3)              | サハ16630形 (T2)              | サハ11430形 (T1)              | モハ12430形 (M1)              | モハ13430形 (M2)              | クハ14430形 (Tc2)             |
| 搭載機器 |                               | CON1・PT                      | SIV・CP                       | SIV・CP                       | CON2・PT                      |                               |                               | CON1・PT                      | SIV・CP                       |                               |
| 自重     | 29.5 t                        | 39.5 t                        | 39.5 t                        | 33.0 t                        | 38.0 t                        | 29.5 t                        | 29.5 t                        | 39.5 t                        | 39.5 t                        | 29.5 t                        |
| 定員     | 142                           | 152                           | 152                           | 152                           | 152                           | 142                           | 142                           | 152                           | 152                           | 142                           |
| 車両番号 | 11638 11639 11640 11641 11642 | 12638 12639 12640 12641 12642 | 13638 13639 13640 13641 13642 | 14638 14639 14640 14641 14642 | 15638 15639 15640 15641 15642 | 16638 16639 16640 16641 16642 | 11446 11443 11440 11445 11438 | 12446 12443 12440 12445 12438 | 13446 13443 13440 13445 13438 | 14446 14443 14440 14445 14438 |

## 諸元
|              |              | 10000型                               | 10030型 10080型                       |
| ------------ | ------------ | ------------------------------------- | ------------------------------------- |
| 定員         | Tc1,Tc2      | 150名                                 | 142名                                 |
| 定員         | Tc3,Mc       | 150名                                 | 152名                                 |
| 定員         | その他の車両 | 170名                                 | 152名                                 |
| 自重         | Tc1,2        | 29 t                                  | -                                     |
| 自重         | M1,2,Mc      | 39 t                                  | -                                     |
| 自重         | M3           | 37.5 t                                | -                                     |
| 自重         | T1,2         | -                                     | 28 t                                  |
| 自重         | T3           | -                                     | 32.5 t                                |
| 自重         | Tc3          | -                                     | 34 t                                  |
| 車長         | 車長         | 20,000 mm                             | 20,000 mm                             |
| 車幅         | 車幅         | 2,874 mm                              | 2,874 mm                              |
| 車高         | 車高         | 4,145 mm                              | 4,145 mm                              |
| 設計最高速度 | 設計最高速度 | 110 km/h                              | 110 km/h                              |
| 営業最高速度 | 営業最高速度 | 100 km/h                              | 100 km/h                              |
| 起動加速度   | 起動加速度   | 2.5 km/h/s                            | 2.5 km/h/s                            |
| 減速度       | 減速度       | 3.7 km/h/s（常用） 4.5 km/h/s（非常） | 3.7 km/h/s（常用） 4.5 km/h/s（非常） |
| 歯車比       | 歯車比       | 5.44                                  | 5.44                                  |
| 冷房能力     | 冷房能力     | 10,500 kcal/h×4 (12.2 kW×4)           | 10,500 kcal/h×4 (12.2 kW×4)           |

備考
10080型はTc1,2とM1,2のみ

## 運用
当初は本線系統では伊勢崎線・日光線に加え宇都宮線、さらに2R車は亀戸線・大師線（10000型のみ）で、また東上線系統では東上本線・越生線の全線にわたって使用されていた。
1989年頃に西新井の車止めに滑走のため衝突する事故が発生したことで、大師線と亀戸線の運用には入らなくなった。
8000系改造車および20400型によるワンマン運転実施に際して、伊勢崎線館林 - 伊勢崎間・日光線南栗橋 - 東武日光間・宇都宮線・東上線小川町 - 寄居間・越生線からは撤退しており、本線系統では伊勢崎線浅草 - 館林間および日光線東武動物公園 - 南栗橋間、東上線系統では東上線池袋 - 小川町間で運用されている。
2013年4月20日より新たに野田線（東武アーバンパークライン）での運用が開始されている。
2020年6月4日より、前述のワンマン化改造を受けた10000型が佐野線・小泉線・桐生線で運用を開始している。
また2025年1月7日には亀戸線、1月9日には大師線で運用を開始した。